# Krabben
Krabben (Brachyura) zijn een groep van kreeftachtige dieren die behoren tot de orde tienpotigen (Decapoda). De wetenschappelijke naam Brachyura betekent letterlijk korte staart en verwijst naar het onder het buikschild geklapte achterlijf, waardoor krabben in tegenstelling tot andere kreeftachtigen geen zichtbare staart hebben.
Krabben worden verder gekenmerkt door een afgeplat lichaam dat breder is dan lang en omgeven wordt door een rugpantser (carapax), de ogen die duidelijk op steeltjes staan en het tot grijpscharen omgebouwde voorste paar poten. Andere opmerkelijke eigenschappen zijn de zijwaartse manier van voortbeweging en het vermogen zich snel in te graven.
De meeste krabben leven in zee en zijn te vinden van de diepzee tot in de getijdenzone. Een aantal soorten heeft de zee verlaten en heeft zich aangepast aan het leven in zoet water. Sommige soorten worden op het land aangetroffen, meestal in vochtige bossen. Voor de voortplanting zijn alle krabben echter afhankelijk van oppervlaktewater. Veel soorten die niet in zee leven moeten jaarlijks naar de zee trekken om de eitjes af te zetten. De larven van krabben zijn microscopisch klein en leven als plankton op open zee.
Er zijn ongeveer 8600 beschreven soorten, die verspreid over de hele wereld voorkomen. In België en Nederland zijn 38 soorten bekend die inheems zijn of meer sporadisch worden aangetroffen, zie hiervoor de lijst van krabben in België en Nederland.

## Naamgeving
De benaming 'krab' wordt soms gegeven aan kreeftachtigen die strikt genomen niet tot de krabben horen maar hier wel sterk op lijken, zie ook onder onderscheid met andere dieren. Er zijn echter ook dieren en zelfs planten die de naam 'krab' dragen maar niet op krabben lijken. De naam krab slaat dan op een kenmerk dat aan krabben doet denken. Een voorbeeld is de krabbenscheer (Stratiotes aloides), waarvan de schutbladeren van de bloemstelen doen denken aan de scharen van een krab. Iemand die krabben bestudeert wordt een carcinoloog genoemd.
De Nederlandse naam krabben wordt al sinds lange tijd gebruikt en stamt van het Middelnederlandse woord crabbe. De naam slaat op de voortbeweging en is afgeleid van krabbelen, dat kruipen betekent. In het Duits wordt de krab een 'Krabbe' genoemd, in het Engels een 'crab'.
Verschillende verschijnselen in de natuur zijn naar de krab genoemd. Een van de bekendere is de krabnevel, die zijn naam dankt aan de schets die van de nevel gemaakt werd en lijkt op een krab. De namen die men in verschillende talen aan bepaalde dieren of objecten geeft worden nogal eens door elkaar gebruikt. Zo wordt het sterrenbeeld Kreeft in andere talen wel met 'krab' aangeduid, en vaak ook als een krab afgebeeld. In het Nederlands en Duits wordt gesproken over heremietkreeften, maar in het Engels heten de dieren hermit crabs. De degenkrabben behoren tot een geheel andere groep van geleedpotigen en zijn meer verwant aan de spinnen dan aan de krabben. De krabspinnen (Thomisidae) zijn een familie van vaak goed gecamoufleerde spinnen. Krabspinnen hebben de gewoonte zich zijwaarts voort te bewegen en de verlengde voorste poten voor zich uit te houden, net als een krab.
De naam "krab" komt daarnaast voor in verschillende Nederlandstalige toponiemen. Voorbeelden zijn de recreatieplas Krabbeplas, de buurtschap Krabbenhoek in de gemeente Hulst. De dorpen Krabbendam in de gemeente Schagen en Krabbendijke in de gemeente Reimerswaal hebben daarentegen hoogstwaarschijnlijk niets met deze kreeftachtigen te maken, maar met de houten paaltjes (krabben!) die ter bescherming van een dam of dijk werden geplaatst. Zie in dezen ook de site van de etymologiebank.

## Kenmerken

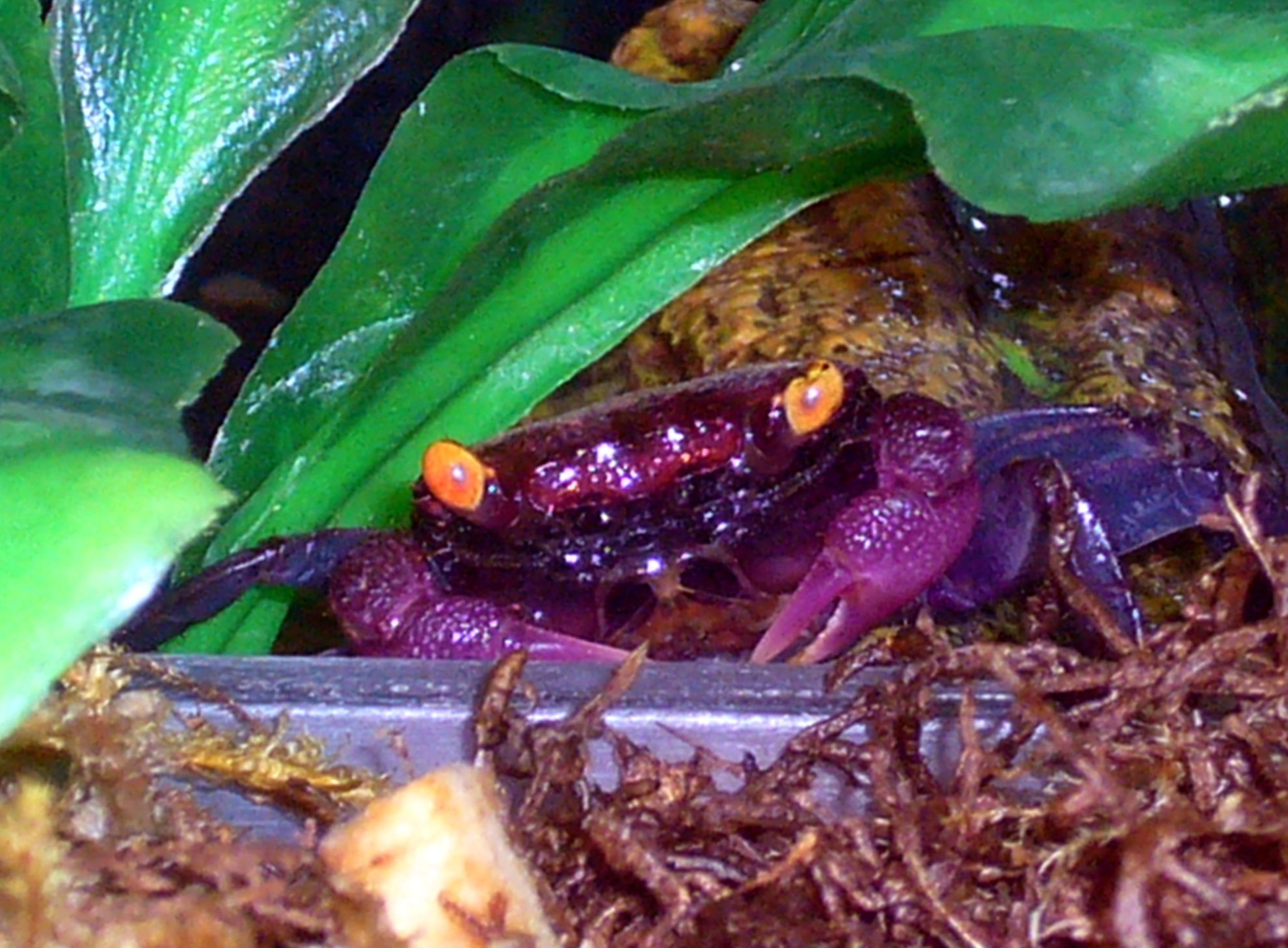
Krabben kunnen alle kleuren hebben; deze Geosesarma-soort is paars en heeft oranje ogen.

Krabben hebben net als alle kreeftachtigen een gesegmenteerd lichaam en poten. De lichaamsbouw van krabben is karakteristiek omdat het lichaam breed en plat is en een achterlijf lijkt te ontbreken. Krabben worden door hun afwijkende lichaamsvorm zelfs op een andere manier gemeten in vergelijking met andere dieren; niet de lengte van kop tot staart wordt als maat gebruikt, maar de breedte van het rugschild. De meeste krabben worden middelgroot, ongeveer 5 tot 15 centimeter. Veel soorten blijven kleiner en andere soorten kunnen behoorlijk groot worden. Reuzenkrabben worden qua schildlengte vaak niet groter dan de noordzeekrab (40 centimeter), maar de enorme, hooiwagenachtige poten maken dat de dieren er vervaarlijk uitzien. De scharen zijn vaak zeer krachtig.
De allergrootste krab is de Japanse reuzen- of spinkrab (Macrocheira kaempferi), die in de Grote Oceaan rond Japan voorkomt tot dieptes van 300 meter. De krabben hebben een schildbreedte van ongeveer 35 centimeter maar door de enorme poten kan de spanwijdte zo'n vier meter bedragen en een 'schofthoogte' van anderhalve meter worden bereikt.
De kleinste krabben behoren tot de erwtenkrabbetjes (Pinnotheridae), ze worden ongeveer anderhalve centimeter lang. Ook het nagelkrabje (Thia scutellata, familie Thiidae) is een kleine soort die een carapaxlengte van maximaal 22 millimeter bereikt. Bij krabben worden de mannetjes gemiddeld iets groter dan de vrouwtjes.
Krabben kunnen de meest uiteenlopende kleuren hebben, zo zijn er soorten die geheel wit van kleur zijn maar ook zwarte soorten komen voor. Een aantal soorten heeft bonte kleuren, zoals rood, blauw en paars. Een voorbeeld is de Zuid-Amerikaanse soort Grapsus grapsus, die een blauw lichaam heeft met een gele bovenzijde en helderrode poten. De meeste krabben echter zijn goed gecamoufleerd en hebben een kleur die ze doet wegvallen tegen de achtergrond van het natuurlijke leefgebied. Veel krabben zijn zandkleurig, of hebben ronde vlekken zodat ze moeilijk zichtbaar zijn tegen een kiezelige bodem waarop ze leven.

### Kop

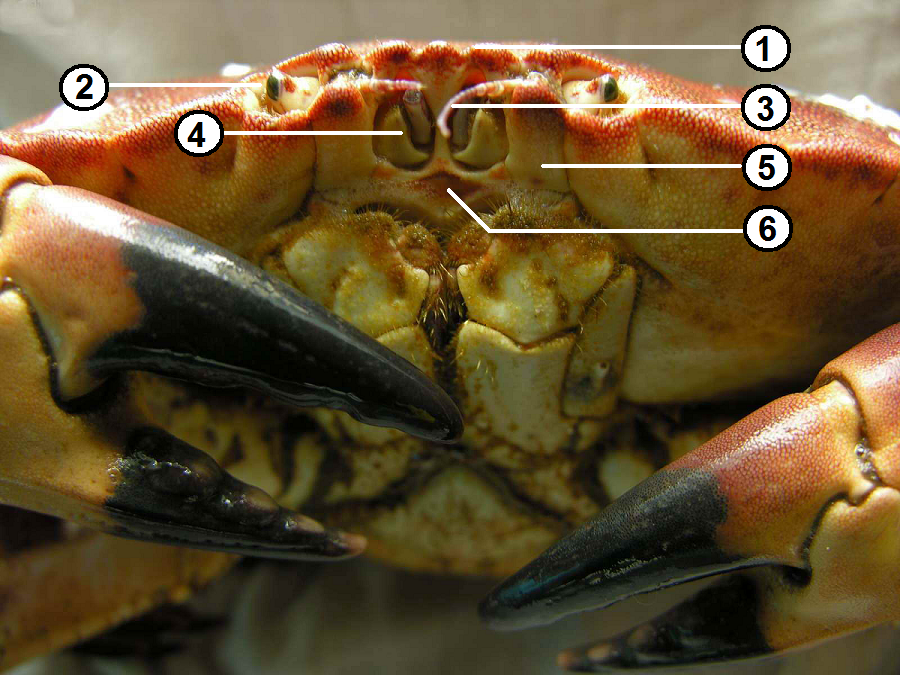
Onderdelen van de kop

De kop van krabben is samengegroeid met het borststuk maar is te herkennen aan de uitsteeksels. De bovenzijde van het rugschild aan de voorzijde wordt het rostrum (1) genoemd en is vaak getand. Krabben hebben zogenaamde samengestelde ogen (2) op foto, (3) op figuur; het oog is opgebouwd uit vele honderden staafvormige oogjes die ieder een eigen lens hebben, net als bij de ogen van insecten. De oogjes worden de ommatidia genoemd, het aantal kan sterk variëren per soort. Krabben die een goed ontwikkeld gezichtsvermogen hebben, zoals de wenkkrabben, kunnen tot 30.000 verschillende ommatidiën hebben per oog, de strandkrab (Carcinus maenas) heeft er ongeveer 7000.
Het gezichtsvermogen stelt krabben niet alleen in staat prooien en vijanden waar te nemen, ze kunnen navigeren door de stand van de zon als kompas te gebruiken en ook kan gepolariseerd licht worden waargenomen. Hierdoor kunnen krabben na een foerageertocht weer naar het eigen hol terugkeren. Ook krabben die over het land trekken naar de zee gebruiken dit trucje hoewel ze daarnaast landschapskenmerken kunnen herkennen. Het goede gezichtsvermogen van veel landbetredende soorten stelt ze in staat van relatief grote afstand potentiële partners en vijanden te herkennen, zoals aanvliegende vogels. Van de ook in Europa voorkomende wenkkrab Uca tangeri is bekend dat een mens kan worden waargenomen op een afstand van 19 meter.
De samengestelde ogen van krabben staan op steeltjes en kunnen worden ingeklapt in brede groeven in de kop. Bij de meeste soorten zijn deze steeltjes niet opvallend lang, maar er zijn uitzonderingen die juist zeer langgesteelde ogen hebben. Een aantal soorten heeft een puntige vergroeiing boven het oog, wat de krab een opvallende verschijning maakt. Deze 'hoorntjes' spelen waarschijnlijk een rol bij de balts, zie onder communicatie. Een aantal krabben hebben weinig ontwikkelde ogen en sommige soorten zijn nagenoeg blind, zoals soorten die in de diepzee leven. Dergelijke soorten zijn afhankelijker van tastzintuigen. Deze bestaan uit kleine tasthaartjes die over het gehele lichaam verspreid zijn. Krabben hebben in de regel ook tasthaartjes in de pootgewrichten zodat de stand en positie hiervan steeds bekend is. Dergelijke tastzintuigen worden wel proprioreceptoren genoemd, proprius betekent 'eigen' en verwijst naar het feit dat de receptoren alleen de eigen bewegingen waarnemen.
Aan de voorzijde van het schild, tussen de ogen, zijn de antennes gelegen (3) op foto, (2) op figuur. Dit in tegenstelling tot andere kreeftachtigen zoals de heremietkreeften, waarbij de antennebasis achter de ogen gepositioneerd is. Een krab heeft twee paar antennes die niet opvallend groot worden in vergelijking met andere geleedpotigen. Met de antennes kan de krab geuren waarnemen en zo voedsel opsporen. De antennes spelen een rol bij het aftasten van de directe omgeving, zoals rotsspleten. Aan de binnenzijde zijn twee korte antennes aanwezig die de antennules worden genoemd, aan de buitenzijde zijn twee langere antennes gelegen die gesegmenteerd zijn en een zweepachtig uiteinde hebben, dit wordt het flagellum genoemd.
De monddelen van krabben bestaan uit zes paar gelede aanhangsels, waarvan er drie uit de kop zijn ontsproten en drie paar zijn geëvolueerd uit looppoten, ze zijn als zodanig herkenbaar vanwege de duidelijke segmentatie. De buitenste monddelen zijn aan de voorzijde gelegen en worden maxillipeden genoemd, het eerste paar is gelegen voor de mondopening en is vanaf de buitenzijde goed zichtbaar, de andere maxillipeden zijn aan de binnenzijde gelegen. Met het eerste paar maxillipeden worden ook de ogen gereinigd. De binnenste drie paar monddelen zijn aanhangsels van de kop. Ze bestaan uit één paar mandibels en twee paar maxillae. De monddelen bevatten smaakreceptoren, ze verkleinen het voedsel en brengen het in het spijsverteringskanaal.

### Lichaam

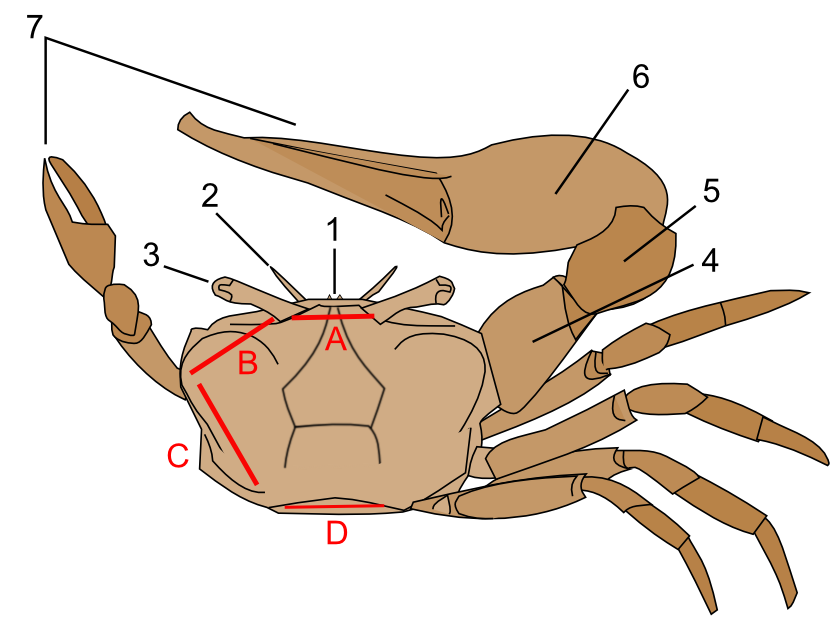
Onderdelen van de krab

Krabben lijken door hun grote pantser of carapax uit één geheel te bestaan, maar net als alle geleedpotigen hebben ze een gesegmenteerd lichaam. De krab heeft een lichaam dat bestaat uit twee delen; een cephalothorax of kopborststuk en een achterlijf, het achterlijf wordt bij krabben wel pleon genoemd. Het kopborststuk wordt beschermd door een groot en hard schild dat de kop en het middendeel van het lichaam herbergt zodat alleen de poten uitsteken. Het schild is met de kop vergroeid zodat deze niet is afgesnoerd zoals bij de meeste dieren. Net als alle kreeftachtigen hebben krabben ook een gesegmenteerd achterlijf, dit is echter altijd onder het rugschild gekromd en dit is het belangrijkste verschil met alle andere kreeftachtigen. Een uitzondering vormen de soorten uit de kleine familie Raninidae, die hierdoor als primitief worden beschouwd. Bij sommige krabben is het kopborststuk anders van vorm, zoals de gestekelde sponspootkrab (Inachus dorsettensis), die een peervormig lichaam heeft. De gewone hooiwagenkrab (Macropodia rostrata) heeft een zeer klein kopborststuk en lijkt hierdoor op een hooiwagen.
De buikzijde van een krab wordt het sternum genoemd en bestaat uit brede platen of sternieten. Aan weerszijden hiervan, bij de basis van de poten, zijn de kleinere episternieten aanwezig. De buikzijde wordt deels verborgen door het teruggeklapte achterlijf, dit is aan de onderzijde te zien en bestaat uit segmenten die worden genoemd. Het laatste segment, aan de kopzijde, wordt het telson genoemd, de segmenten hierachter zijn de achterlijfssegmenten of pleomeren. Aan de vorm van de segmenten is het geslacht te bepalen; de vrouwtjes zijn te onderscheiden van de mannetjes doordat ze meer segmenten hebben en in vergelijking met mannetjes heeft het achterlijf een rondere vorm. Mannetjes hebben meestal drie zichtbare achterlijfssegmenten, vrouwtjes vijf of zes. In aanleg hebben ze er evenveel, maar de segmenten 3, 4 en 5 van de mannetjes zijn met elkaar vergroeid omdat ze geen echte functie meer hebben. Bij vrouwtjes wordt het achterlijf gebruikt om de eitjes te dragen, zie voor de inwendige bouw onder geslachtsorganen.
Het pantser van krabben heeft een min of meer zeshoekige vorm, de voorzijde van de krab wordt de frontale zijde genoemd (A), aan weerszijden van de bovenzijde van het schild is naar achteren toe de anterolaterale rand gelegen (B). Anterolateraal betekent letterlijk aan de zijkant (Latijn latus = zijde ) van de voorzijde (Latijn ante = voor)". De rand draagt vaak stekels die de anterolaterale tanden worden genoemd. Het aantal tanden en de vorm en positie verschilt per soort; de gezaagde krab (Pirimela denticulata) heeft grove tanden die duidelijk zichtbaar zijn en het erwtenkrabbetje (Pinnotheres pisum) heeft een gladde rand zonder tanden. Hierachter is de posterolaterale rand gelegen (C) en de achterzijde van de krab wordt de posterieure zijde (D) genoemd.

### Poten

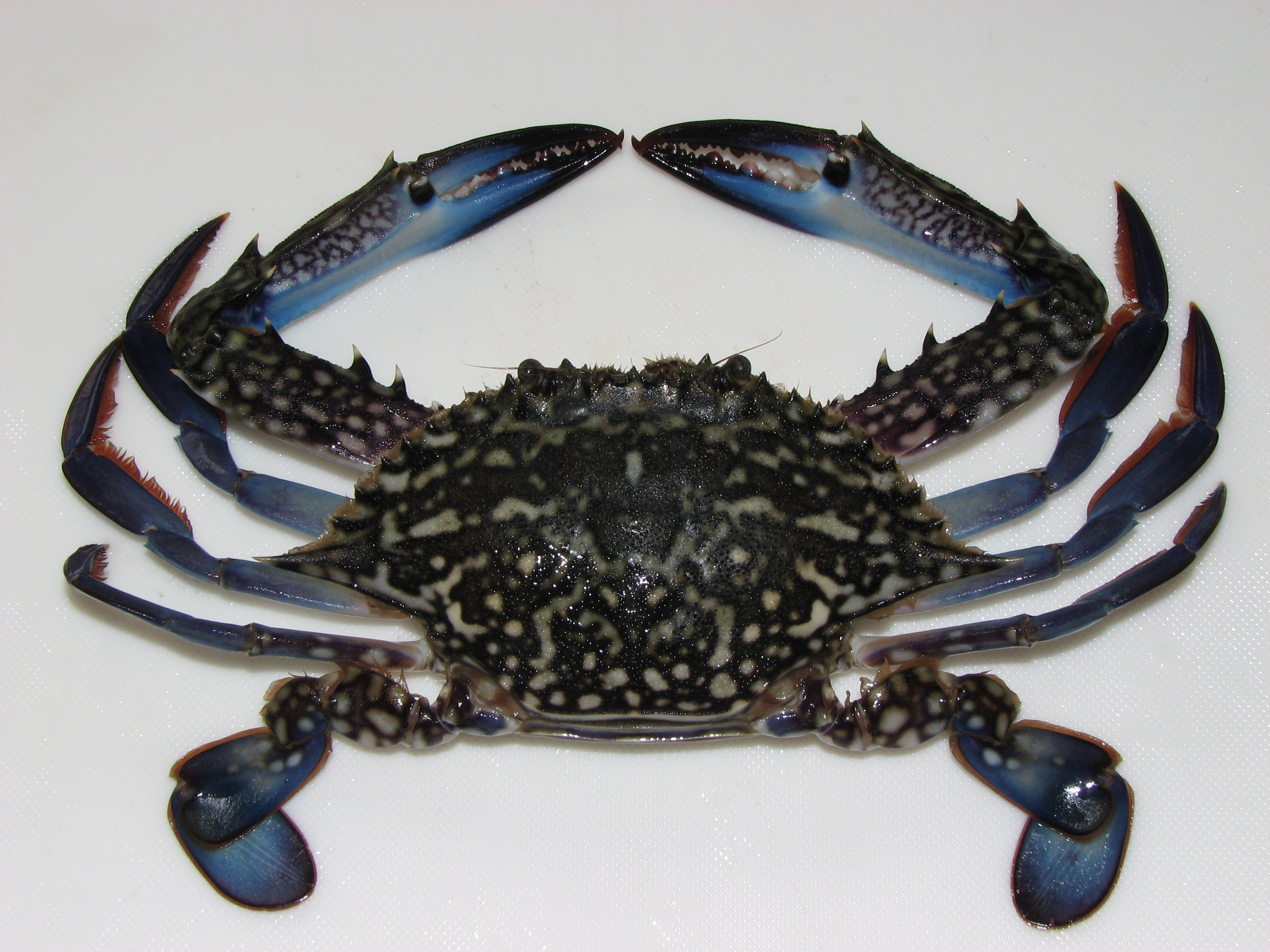
Zwemkrabben hebben een sterk afgeplat achterste potenpaar, hier de soort Portunus pelagicus.

Krabben behoren tot de tienpotigen of Decapoda, en beschikken over vier paar looppoten en één paar scharen. De poten zijn zoals bij alle geleedpotigen gesegmenteerd, iedere poot is met de coxa of heup aan het lichaam gehecht. Het volgende deel wordt de basis genoemd en is net als de coxa erg kort. Het volgende segment is het ischium, bij de looppoten zijn de basis en het ischium goed te onderscheiden maar bij de scharen zijn deze twee delen vergroeid. De volgende segmenten bestaan uit de merus (4), de carpus (5), de propodus (6) en ten slotte de dactylus of 'teen' (7), dit is het laatste pootsegment. De dactylus eindigt spits, en niet in gesegmenteerde klauwtjes zoals bij andere geleedpotigen als spinnen en insecten.
Krabben lopen in tegenstelling tot kreeften niet voor- en achteruit maar zijwaarts. Bij deze manier van voortbewegen maken de poten aan één zijde duwende bewegingen, terwijl die aan de andere zijde het lichaam vooruit trekken. Om de duwende en trekkende bewegingen over de poten te verdelen maakt een krab soms een draai van 180 graden zodat de looprichting hetzelfde blijft maar de belasting op de poten verandert. Krabben kunnen op het land een snelheid bereiken tot 8,5 km/u, hoewel ze dat slechts korte tijd volhouden. Veel soorten kunnen met de poten goed graven, vooral het modderige substraat onder water kan een krab binnen enkele ogenblikken geheel aan het oog zijn onttrokken. Een aantal krabben heeft sterke, peddelachtig afgeplatte poten, en dan met name het achterste paar. Deze aanpassing speelt een rol bij het zwemmen, onder andere de zwemkrabben hebben dergelijke afgeplatte poten.
De scharen zijn bij vrijwel alle krabben omgevormd tot stevige grijpklauwen, die dienen om stukken voedsel af te scheuren, harde prooien als schelpen te kraken en ook een rol spelen bij de verdediging. Deze scharen worden wel chelipeden genoemd, de schaar bestaat uit een onbeweeglijk deel dat aan de poot gehecht is (digitus fixus) en een kleiner beweeglijk deel dat dient als een 'vinger' (digitus mobilis). Sommige krabben hebben aangepaste scharen, zo zijn die van de wenkkrabben zeer verschillend bij de mannetjes. De kleine schaar is niet veel groter dan een looppoot maar de grote schaar kan langer zijn dan de krab zelf. Bij deze soorten dienen de scharen als visueel communicatiemiddel bij de paring. Bij de zwemkrabben zijn de scharen juist gelijk van vorm, een verschil in scharen bemoeilijkt bij deze soorten het zwemmen. De schaamkrabben hebben grote, tot brede platen vergroeide scharen, die voor de voorzijde worden gehouden en doen denken aan twee voor het gezicht geslagen 'handen'. Dit wordt nog versterkt door de golvende structuren aan de bovenrand van iedere schaar, die aan vingers doen denken. Bij sommige krabben vertonen de scharen seksuele dimorfie, zoals de scharen van de blauwe zwemkrab, die bij de mannetjes blauw van kleur zijn maar de vrouwtjes hebben opvallende rode scharen.
Bij krabben met een asymmetrisch scharenpaar is meestal de rechterschaar vergroot, maar soms komen 'linkshandige' krabben voor. Een grote linkerschaar kan ontstaan als de rechterschaar verloren gaat, bijvoorbeeld in een gevecht. De linkerschaar wordt even groot als voorheen de rechterschaar. De rollen van de scharen worden dan omgewisseld, want de stomp groeit uit tot een kleine rechterschaar. De rolverwisseling kan zich tijdens het hele leven van het mannetje herhalen. Uit onderzoek aan de wenkkrabbensoort Gelasimus vocans bleek dat mannetjes met een vergrote linkerschaar hun burcht minder goed verdedigden en minder goed vochten dan rechtshandige exemplaren. Ze vermeden gevechten en waren minder hardnekkig bij pogingen vrouwtjes te bevruchten.

### Onderscheid met andere dieren
Hoewel de meeste krabben eenvoudig als zodanig zijn te herkennen, zijn er enkele groepen die een wat excentrieker uiterlijk hebben. Een voorbeeld zijn de soorten uit het geslacht Calappa, die de scharen steeds voor de kop houden. Een aantal soorten heeft een ronde lichaamsvorm of een afgeplatte vorm. Andere soorten, zoals de hooiwagenkrabben, hebben zeer lange poten en lijken meer op een spin dan op een krab, maar deze soorten zijn te herkennen aan de scharen en het tegen de buik geklapte achterlijf. De soorten uit de familie Raninidae -de wetenschappelijke naam betekent kikker-achtigen- hebben een afwijkend uiterlijk omdat ze wat betreft morfologie doen denken aan een kikker.

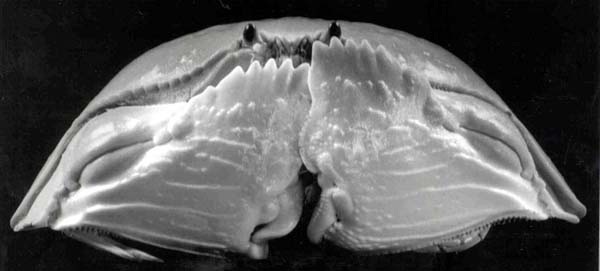
Voorzijde schaamkrab

Omdat krabben een kort en breed lichaam hebben, worden andere kreeftachtigen met een gelijkende lichaamsbouw wel met 'krabben' aangeduid hoewel ze dat strikt genomen niet zijn. Dergelijke kreeftachtigen behoren vaak tot de Anomura, een uiteenlopende groep waarvan de bekendste de heremietkreeften (Paguridae) zijn. Anomura staan wat betreft morfologie tussen de krabben en de kreeften in. Een voorbeeld zijn de springkrabben (Galatheidae) en de superfamilie Hippoidea, die in andere talen wel met mol- of zandkrabben wordt aangeduid. De boombewonende kokoskrab lijkt ook op een krab maar is in werkelijkheid een heremietkreeft die te groot is om het lichaam in een slakkenhuis te bergen. Sommige Anomura lijken sterk op krabben, zoals de rode koningskrab, ook wel reuzenkrab of Kamtsjatka-krab genoemd (Paralithodes). Ook de porseleinkrabben (Porcellanidae) behoren tot de Anomura en lijken vaak sterk op krabben.
Er zijn ook dieren en zelfs planten die de naam 'krab' dragen omdat ze er op enigerlei wijze aan doen denken, zie onder het kopje naamgeving.

## Inwendige anatomie
De bloedvloeistof of hemolymfe van krabben is blauwachtig van kleur wat veroorzaakt wordt door het gebruik van hemocyanine als zuurstofbinder. Deze stof is vergelijkbaar met hemoglobine dat bij zoogdieren voor het zuurstoftransport zorgt. Hemoglobine is een ijzerverbinding die het bloed permanent rood kleurt, hemocyanine heeft een koperverbinding die een blauwe kleur vertoont als er zuurstof is gebonden, zuurstofarm hemocyanine is kleurloos. Hemocyanine is vrij aanwezig in het bloed, en zit niet opgesloten in bloedcellen zoals bij hemoglobine het geval is. Het bloed wordt rondgepompt door het hart, dat midden in het kopborststuk is gelegen.
Het zenuwstelsel van krabben is in vergelijking met andere hogere kreeften compacter, de vertakte zenuwstrengen van kreeftachtigen zijn bij de krabben vergroeid tot zenuwknopen of ganglia. De gesegmenteerde monddelen of maxillipeden worden aangestuurd door het onderslokdarmganglion (ganglion suboesophagicum), de antennen en ogen worden aangestuurd door het bovenslokdarmganglion (ganglion supraoesophagicum). Het complexe zenuwstelsel zorgt voor het hoog ontwikkelde gedrag van de krabben, zoals het paringsgedrag van de mannetjes van een aantal soorten. Het zenuwstelsel wordt wat betreft complexiteit in gedrag wel vergeleken dat van vogels.
Krabben hebben een soort biologische klok die geregeld wordt door het zenuwstelsel. Er zijn verschillende ritmes waar de krab gevoelig voor is, zoals het dag- en nachtritme en het getijdenritme van eb en vloed, die bepalen of de krab actief is of rust. Ook de stand van de maan is bij een aantal soorten van invloed, met name de voortplantingscyclus.
De spijsvertering begint bij de monddelen waar het voedsel wordt verkleind en in het spijsverteringskanaal wordt gebracht. Het spijsverteringsstelsel bestaat bij krabben onder andere uit een hepatopancreas, dit orgaan vervult een functie die bij zoogdieren te vergelijken is met die van de lever en de alvleesklier gecombineerd. De ingewanden die de darmfunctie vervullen zijn achteraan de carapax gelegen, het uitscheidingsorgaan of anus is aan het uiteinde van het telson gepositioneerd.

### Ademhalingsorganen

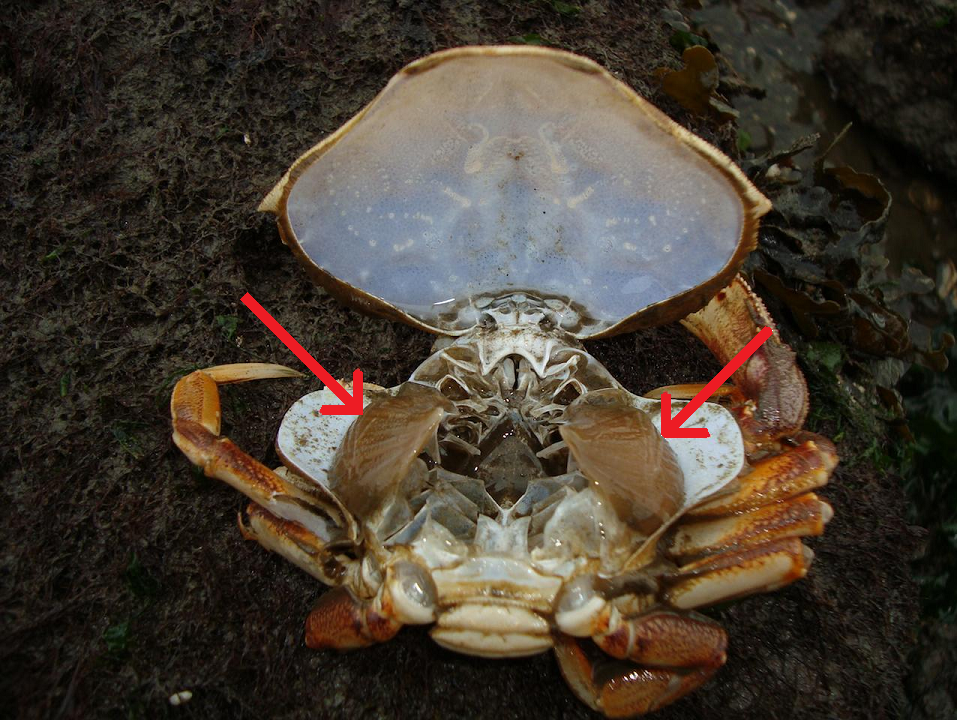
De kieuwen van een krab, aangegeven met rode pijlen

De ademhaling van krabben geschiedt door zuurstofrijk water langs de kieuwen gelegen in het rugschild aan de zijkanten te voeren. De kieuwen lijken wat betreft bouw op een warmtewisselaar. Het bloed gaat in de tegengestelde richting door de kieuwen als het water. Dit tegenstroomprincipe maximaliseert de zuurstofopname. Net als alle kreeftachtigen zijn de kieuwen gebouwd om onder water te ademen en moeten daardoor constant vochtig blijven, dit geldt dus ook voor soorten die op het land leven. Ook andere kreeftachtigen die atmosferische lucht kunnen ademen, zoals pissebedden en heremietkreeften, overleven droogte niet lang.
De plaatachtige structuren waaruit de kieuwen bestaan, zijn de scafognathieten en bevatten zuurstofopnemend weefsel. De scaphognathieten zijn gelegen in de kieuwkamerwand (branchiostegiet) aan de binnenzijde van het pantser. In water levende krabben voeren continu water langs het weefsel waarbij zuurstof wordt opgenomen. Op het land vertoevende exemplaren stellen een voorraadje water steeds bloot aan de lucht zodat via  diffusie zuurstof uit de lucht wordt opgelost en voeren het vervolgens via de onderzijde van het lichaam weer naar de kieuwkamer waar de zuurstof weer wordt onttrokken. Bij de meeste krabben wordt het water door de mondopening naar de kieuwbasis gevoerd, maar bij heel kleine krabben is deze afstand te kort om voldoende zuurstof op te nemen. Deze soorten voeren het water over de rugzijde, dat vaak is voorzien van een ruwe structuur om het water zo lang mogelijk bloot te stellen aan de buitenlucht en zo de mate van diffusie te verhogen. Een voorbeeld van dergelijke krabben zijn soorten uit het geslacht Dotilla. Soorten uit het geslacht Ocypode hebben vensterachtige structuren aan de poten waarvan lange tijd werd gedacht dat het gehoororganen waren. Tegenwoordig weet men dat deze vensters betrokken zijn bij de ademhaling, maar alleen functioneren als de krab zich op het land bevindt.

### Geslachtsorganen
Kreeftachtigen hebben een geslachtsopening die gelegen is aan de poten. Bij een aantal groepen van krabben is dit ook het geval, maar bij een groot aantal soorten heeft de geslachtsopening van de vrouwtjes zich verplaatst naar het sternum of buikschild. De mannetjes hebben hun geslachtsopening aan de poten die de pleopoden worden genoemd. Deze soorten behoren tot de ondersectie Heterotremata, wat verschillende (heteros) gaten (tremata) betekent. Bij een andere groep van krabben hebben de geslachtsopeningen van de mannetjes zich eveneens verplaatst naar de buikzijde, deze soorten worden de Thoracotremata gerekend, wat aan de borst gelegen (thorax) gaten (tremata) betekent.
Mannelijke krabben -behalve die tot de Thoracotremata behoren- hebben 2 paar pleopoden waarvan er één is uitgegroeid tot zogenaamde gonopoden. Gonopode betekent vrij vertaald spermapoot, de gonopoden zijn sterk gespecialiseerde zwempoten. Gonopoden zijn een verlengstuk van de gepaarde penis van de krab die de hemipenis wordt genoemd en dienen voor de spermaoverdracht in het vrouwtje. Het sperma wordt niet direct naar haar eicellen gevoerd maar wordt ingebracht in de spermatheca of spermakamer waar het wordt opgeslagen. De vrouwelijke geslachtsopeningen bestaan bij de meeste krabben - alle soorten uit de sectie Eubrachyura- uit twee zogenaamde gonoporiën waarin het sperma middels de gonopoden wordt ingebracht. De openingen worden normaal gesproken aan het zicht onttrokken door het achterlijf. Alleen tijdens de paring komen ze tevoorschijn. De vrouwtjes hebben meer paren pleopoden dan de mannetjes, bovendien zijn ze breder en groter. Ze dienen om de eitjes vast te houden.
De geslachtsorganen van de mannetjes zijn voorzien van klieren die het zaadcellen omhullen met een kapsel zodat een spermatofoor wordt verkregen, bij de vrouwtjes zijn de geslachtsorganen voorzien van klieren die een lijmstof produceren zodat de eitjes aan elkaar gehecht worden.

## Verspreiding en habitat

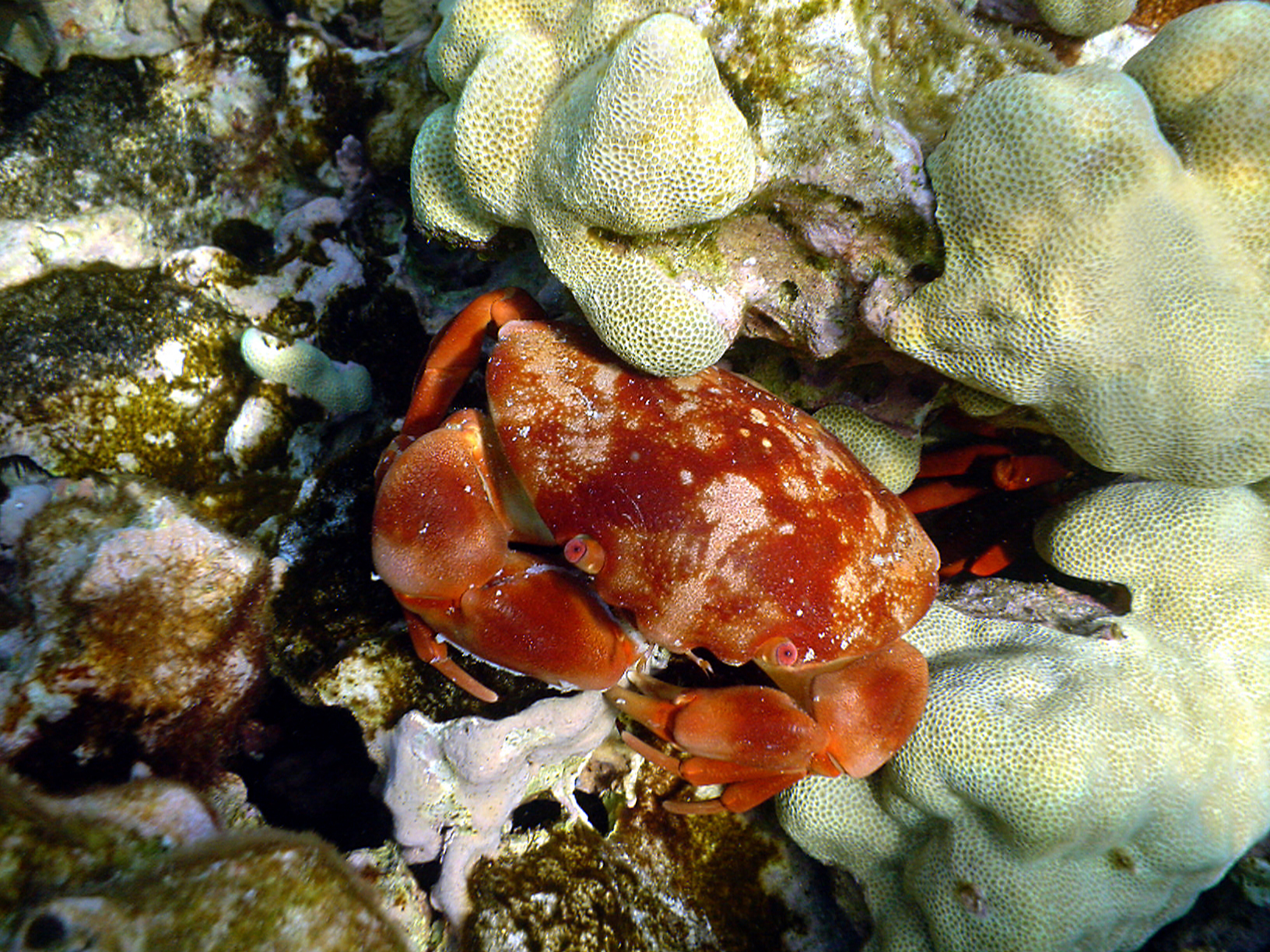
De meeste krabben leven in zee, hier de soort Carpilius convexus in een koraalrif bij Hawaï.

Krabben hebben een wereldwijde verspreiding en komen voor van de koude wateren rond de Noordpool tot de meer subtropische en tropische wateren. Vrijwel alle krabben leven in zee en kunnen in sterk uiteenlopende habitats worden aangetroffen. Voorbeelden zijn de diepzee, mangroven, koraalriffen, rotsige bodems langs kliffen en fjorden, rotsige delen van stranden zoals zeeweringen, kiezelstranden met of zonder rotsige delen en ook kuststreken met uitgesproken zandstranden zijn een geschikt leefgebied.
De columbuskrab (Planes minutus) leeft op open zee (pelagisch) en wordt aangetroffen op allerlei drijvend materiaal, de soort is voornamelijk bekend als vertegenwoordiger van de Sargassumwiergemeenschap.
De habitat van een krab hangt vaak samen met de groep waartoe deze behoort. De soorten uit de families Carpiliidae en Trapeziidae bijvoorbeeld leven rond koraalriffen terwijl de helmkrabben tussen rotsblokken en wieren leven en soorten uit de familie Ocypodidae typische strandbewoners zijn. Veel krabben hebben zich gespecialiseerd, zo kunnen de soorten die in de diepzee leven het niet volhouden langs de kust en krabben die zich op het strandleven hebben aangepast zijn niet gebouwd om in de zee te leven. Krabben die langs de kust leven bij riviermondingen of in baaien, leven in water met een relatief laag zoutgehalte. De larven hebben echter hogere zoutgehalten nodig om zich te kunnen ontwikkelen, de vrouwelijke exemplaren trekken hiervoor naar de zee en kunnen daar de eitjes afzetten.
Een aantal soorten krabben heeft zich aangepast op het leven in zoet water, zoals in mangrovenbossen waar de getijden zout water aanvoeren maar het water overwegend zoet is. Andere soorten hebben zich volledig op het leven op het continent aangepast, soorten uit de familie Pseudothelphusidae zijn semi-terrestrische bewoners van bergbeken in Centraal-Amerika. Krabben die tot de familie Grapsidae behoren komen aan land maar leven langs oevers en kusten. Vrijwel al deze soorten leven in zoet water maar moeten om zich voort te planten naar de zee trekken. Deze jaarlijkse trek komt onder andere voor bij de soort Gecarcoidea natalis, die leeft op Kersteiland. De krabben migreren met miljoenen van het bos aan de ene zijde naar de rotsen aan de andere zijde van het eiland. Krabben die in zoet water leven kunnen tot in bergstreken voorkomen, soorten uit het geslacht Potamon zijn aangetroffen tot een hoogte van 2100 meter boven zeeniveau. De Australische soort Holthuisana transversa leeft in woestijnen en houdt zich in leven met het schaarse water dat in het hol wordt opgevangen. Deze laatste soort kan zich ook op het land voortplanten, wat bij andere kreeftachtigen wel meer voorkomt, zoals bij de Isopoda, maar bij de krabben zijn er maar weinig soorten die obligaat op het land leven en zich buiten het water kunnen voortplanten. Een voorbeeld zijn een aantal soorten uit de Sesarmidaefamilie, die in tropische streken leven. Dergelijke soorten komen voor in vochtige bossen, ook voor deze soorten geldt dat de krab in een kurkdroge omgeving niet lang overleeft. Net als andere op het land aangepaste kreeftachtigen, zoals pissebedden en heremietkreeften, moeten de ademhalingsorganen van een krab altijd vochtig blijven om te kunnen functioneren. Veel soorten graven hiertoe tunneltjes waarin ze schuilen tegen droogte. Door het afgeplatte lichaam kunnen krabben goed schuilen in spleten en tussen stenen, veel soorten kunnen zich snel achterwaarts ingraven. Veel landbewoners leven permanent in holletjes die ze zelf graven, het hol wordt verdedigd tegen indringers.

### In België en Nederland
In België en Nederland komen ongeveer 38 verschillende soorten krabben voor, die zich allemaal in zee voortplanten. Zie voor een complete lijst de lijst van krabben in België en Nederland. Op de uit Azië afkomstige Chinese wolhandkrab na leven ze ook allemaal in de zee en kunnen soms op het strand worden aangetroffen. De Chinese wolhandkrab is een exoot die in zoetwater of op het land worden aangetroffen maar plant zich net als de andere soorten voort in de zee. Enkele bekendere inheemse krabben zijn de noordzeekrab (Cancer pagurus), de strandkrab (Carcinus maenas) en de gewone zwemkrab (Liocarcinus holsatus). Sommige soorten zijn pas sinds recentelijk bekend langs de noordzeekust, zoals de penseelkrab (Hemigrapsus takanoi).

## Voortplanting en ontwikkeling

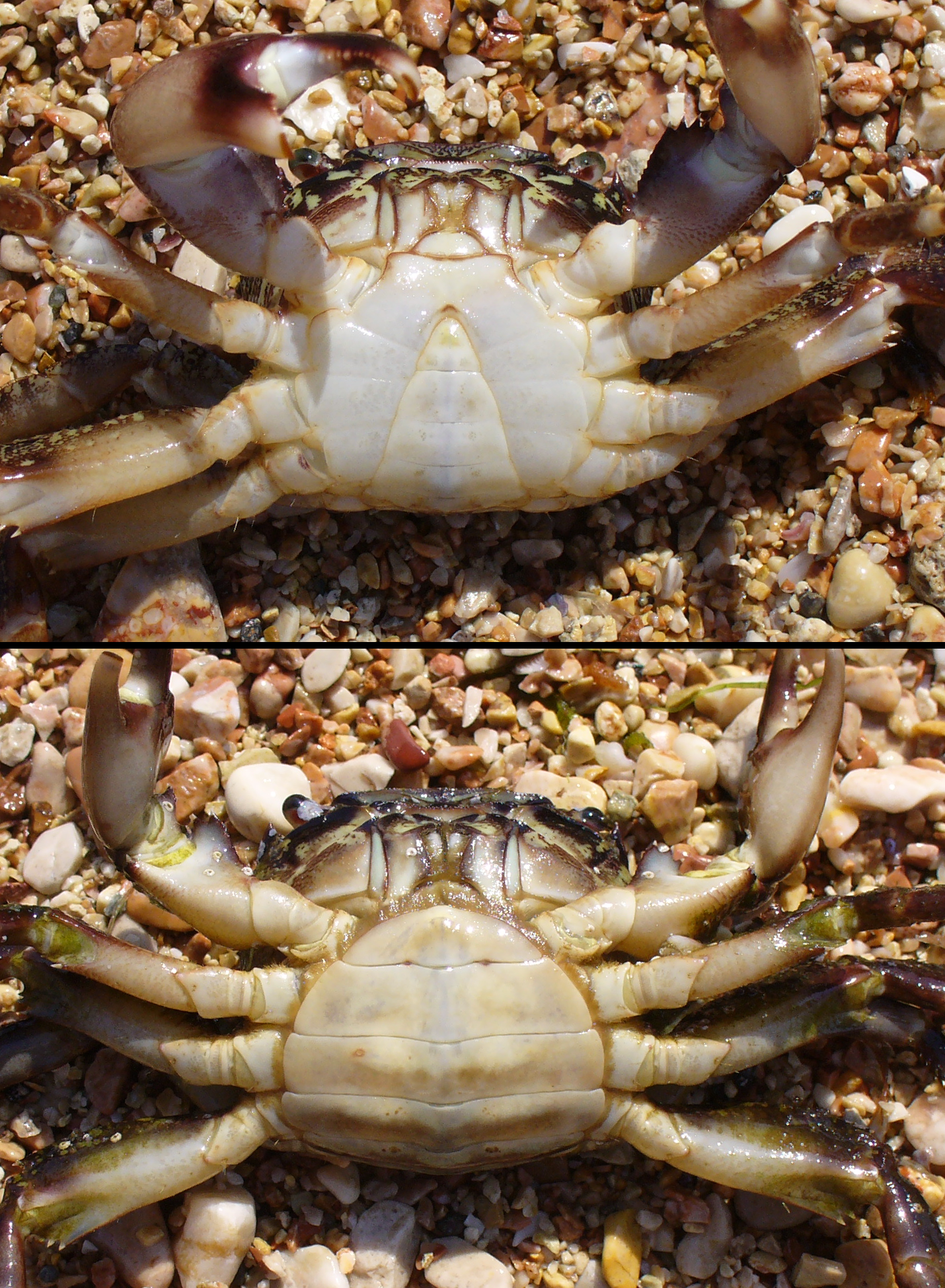
Onderzijde van de soort Pachygrapsus marmoratus, met boven een mannetje en onder een vrouwtje

Krabben kennen een seksuele dimorfie, de mannetjes verschillen in een aantal opzichten van de vrouwtjes. Het verschil is met name te zien aan de achterlijfssegmenten aan de buikzijde. Mannetjes hebben minder segmenten en de segmenten zijn smaller en eindigen in een punt. Bij vrouwtjes zijn de platen breder en eindigen ronder. Bij mannetjes zijn de scharen vaak groter, vooral bij soorten die een vergrote schaar hebben. Bij sommige krabben is er een duidelijk verschil tussen mannetjes en vrouwtjes, zoals de blauwe zwemkrab (Callinectes sapidus), waarbij de mannetjes blauwe scharen hebben en de vrouwtjes rode scharen.
Krabben kennen een paring waarbij het mannetje zijn zaadcellen afgeeft aan het vrouwtje, maar kan dit alleen als haar pantser nog zacht is, dus vlak na een vervelling. De mannetjes kunnen vrouwtjes die aan vervelling toe zijn op de geur opsporen en bewaken haar door de poten als een kooi om het vrouwtje te houden. Na haar vervelling vindt de paring plaats, hierbij maken de dieren contact door de achterlijven te lichten waaronder zich de geslachtsorganen bevinden. Het mannetje houdt het vrouwtje vast met zijn scharen en de paring kan enige uren duren, bij de blauwe zwemkrab duurt de paring 5 tot 12 uur. Ook na de paring blijven de mannetjes een tijdje bij het vrouwtje om haar te bewaken tot haar pantser is uitgehard. Zo wordt het kwetsbare vrouwtje beschermd tegen vijanden en is het mannetje ervan verzekerd dat zijn partner niet met andere mannetjes paart. Tussen het moment van spermaoverdracht en de daadwerkelijke bevruchting van de eitjes kan een hele poos zitten; van in zee levende krabben is bekend dat ze na de paring eerst naar speciale 'kraamwateren' trekken waar de eitjes worden bevrucht en afgezet.
De eitjes worden door het wijfje onder het achterlijf geborgen en meegedragen tot de eerste embryonale stadia zijn doorlopen. Ook bij veel andere kreeftachtigen is deze vorm van broedzorg bekend, zoals garnalen en pissebedden, maar bij deze soorten worden de eitjes tussen de poten gedragen. Naast het beschermen van de eieren wordt door het vrouwtje steeds water naar de eieren gewaaierd door de poten, zodat ze continu van verse zuurstof worden voorzien. De eieren worden net als bij vissen kuit genoemd. Het aantal eitjes verschilt van 500 tot meer dan een miljoen, van de westafrikaanse zwemkrab Portunus validus is bekend dat een vrouwtje meer dan 6 miljoen eitjes produceert. De eitjes van dergelijke soorten zien eruit als een grote sponsachtige massa aan de onderzijde van het lichaam van het vrouwtje. Vlak na de afzet zijn de eitjes vaak licht van kleur, na enige tijd kleuren ze donkerder doordat de zich ontwikkelende embryo's ogen krijgen die zwart van kleur zijn. De eitjes van krabben worden in sommige landen wel als delicatesse gezien, zie onder gastronomie.
In het ei ontwikkelt zich het embryo, krabben zijn wat betreft de embryonale ontwikkeling te vergelijken met gelede wormen. Zowel de eerste celsplijtingen als de volgorde van de ontwikkeling van het lichaam vertonen met deze groep veel overeenkomsten. Het embryo wordt van voor naar achter opgebouwd, als de voorste segmenten al duidelijk zijn ontwikkeld en poten dragen, zijn de achterste segmenten nog in aanleg. De eitjes van krabben worden enkele weken meegedragen tot ze op het punt van uitkomen staan waarna ze worden afgestoten. De meeste krabben die op het land wonen, moeten bij de voortplanting naar de zee trekken. De vrouwtjes zetten de eitjes 's nachts in zee af en dit moet zo snel mogelijk gebeuren omdat ze anders verdrinken in de branding. Hiertoe schudden ze het lichaam snel heen en weer waardoor de eitjes loskomen. Een uitzondering vormen de zoetwaterkrabben uit de familie Potamonidae, bij deze soorten komt geen vrijzwemmend stadium voor. Alle larvale stadia voltrekken zich in het ei en uit het ei komt een volledig ontwikkeld krabbetje tevoorschijn.

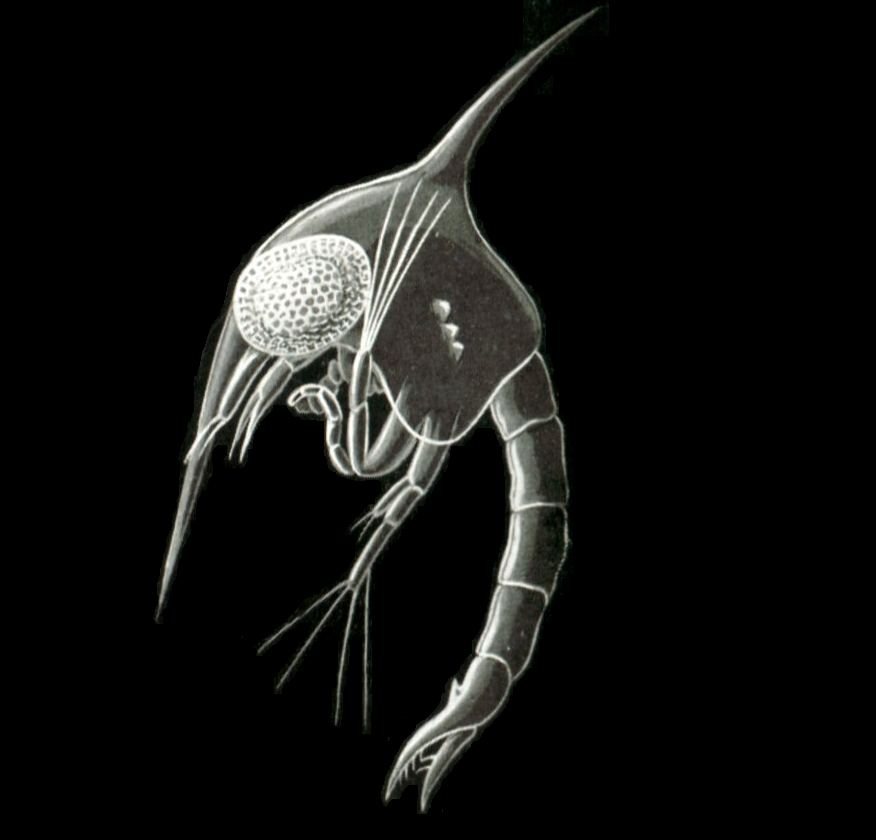
Zoea-larve van de strandkrab (Carcinus maenas)

Een krab wordt geboren als larve en lijkt dan ook geenszins op het ouderdier. De larven zijn vrijzwemmend en behoren enige tijd tot het zoöplankton, ze leven van voedseldeeltjes die zij uit het water filteren, zoals algjes. De larven van soorten als de blauwe zwemkrab leven op open zee en komen met name dicht onder het wateroppervlak op. Er zijn verschillende larvestadia en de eerste stadia zijn de zoëa-stadia. Het aantal zoëa-stadia varieert van twee tot zeven bij de blauwe zwemkrab. Deze larven bestaan voornamelijk uit een kop, het achterlijf van de larven van kreeftachtigen wordt altijd als laatste ontwikkeld. De larve doet in dit stadium meer denken aan een watervlo dan aan een krab en heeft afhankelijk van de soort diverse puntige uitsteeksels.
Het volgende stadium is de megalopa-larve, met megale = groot en ops= oog/zicht, ofwel groot oog, wat verwijst naar de vergrote en duidelijk zichtbare, donkere ogen die op steeltjes staan. Met het blote oog zijn ze al zichtbaar als twee zwarte stippen in een ongeveer anderhalf millimeter lang garnaalachtig diertje. De larve heeft nu al tien duidelijke poten, de voorste poten hebben ook duidelijke scharen, maar het achterlijf is nog niet onder het kopborststuk gevouwen. Na enkele maanden, maar afhankelijk van de soort tot soms wel een jaar, worden de bizarre uitsteeksels afgestoten en worden de poten, scharen en het rug- en buikschild ontwikkeld. Vanaf dat moment lijkt het dier pas op een krab, maar is nog niet geslachtsrijp. Dit is het nimfstadium waarin de kleine krab naar de bodem zinkt die het niet meer zal verlaten.
Na enige tijd wordt de krab geslachtsrijp en kan zich voortplanten, de duur hiervan verschilt per soort, maar is vaak minstens een jaar. Bij kleinere soorten is de krab na een paar maanden volwassen, bij grotere soorten kan het jaren duren voor het dier volwassen is. Een juveniele krab is naast de geringere lengte vaak van een volwassen krab te onderscheiden door het ontbreken van duidelijke kleurpatronen en beharing of bestekeling. Vaak is het geslacht al wel te bepalen bij jonge krabben omdat de achterlijfssegmenten verschillen per sekse.

Ontwikkeling van Potamon fluviatile
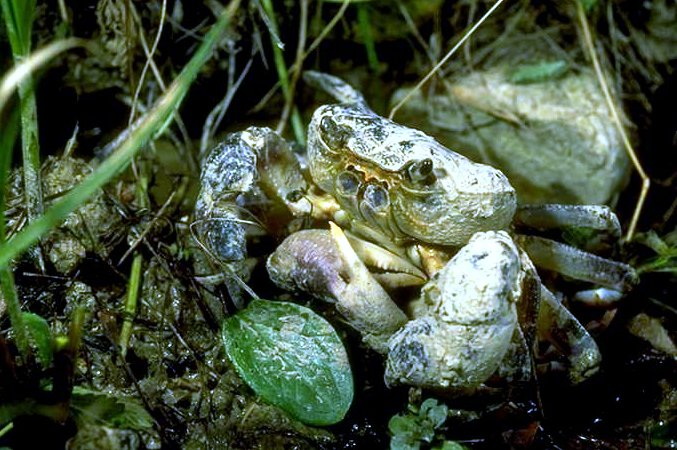
Paring
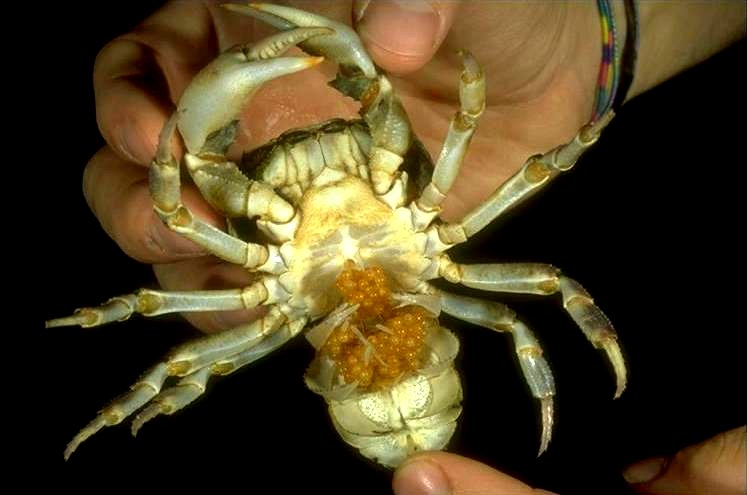
Eitjes
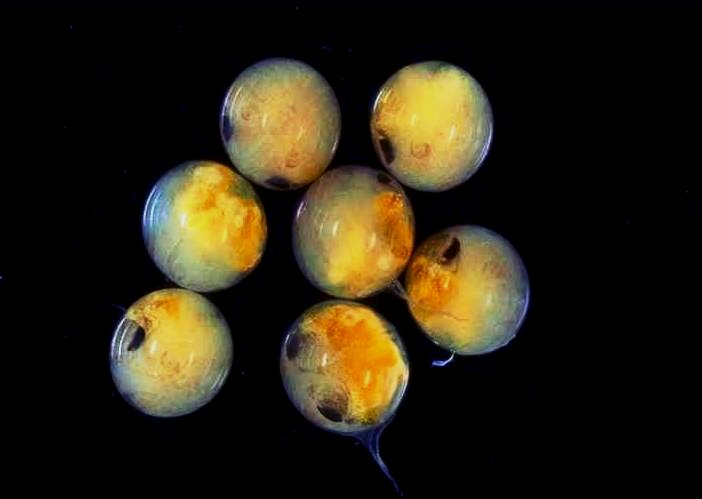
Detail eitjes
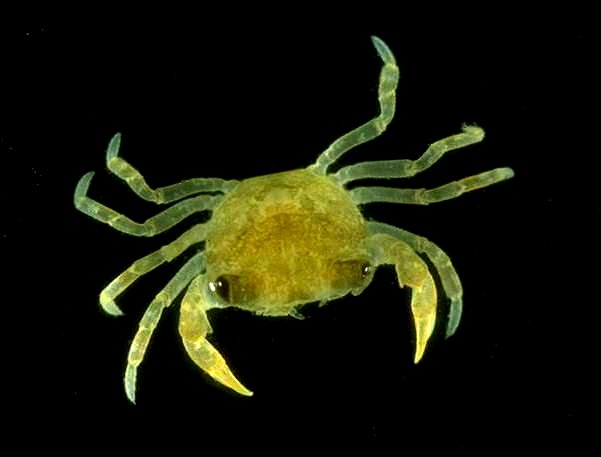
Juveniele krab

### Vervelling

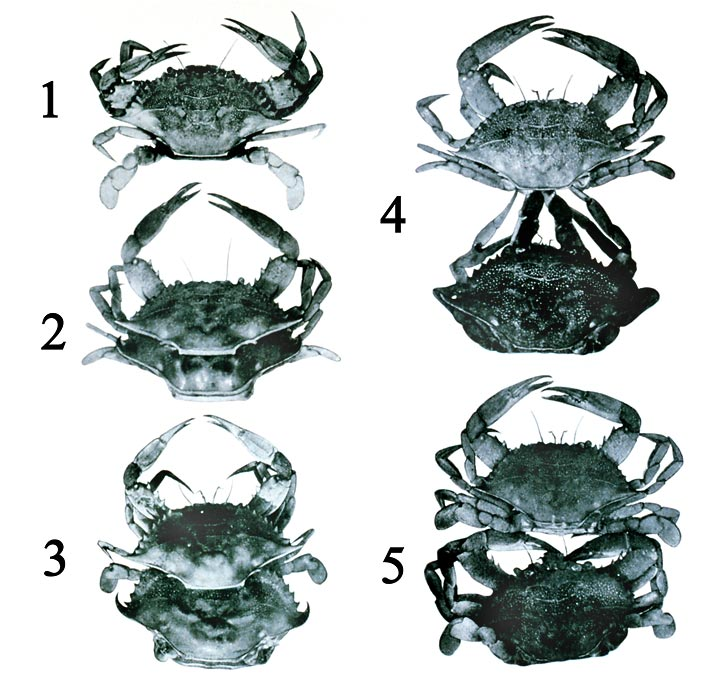
Vervelling van de blauwe zwemkrab (Callinectes sapidus) in vijf stappen

Krabben bestaan net als alle geleedpotigen uit een weke, deels vloeibare binnenzijde die wordt beschermd door een hard pantser. Dit exoskelet bestaat uit chitine en bevat kalkzouten waardoor het zeer hard is en voor bescherming zorgt. Het groeit echter niet mee en om toch te kunnen groeien kennen krabben net als alle geleedpotigen een volledige vervelling of ecdysis. Dit wil zeggen dat de krab in één keer vervelt, waarbij het gehele pantser wordt afgeworpen. Dit is een hachelijke zaak, omdat het nieuwe skelet nog zacht is en de krab kwetsbaar is voor vijanden. De krab trekt zich vlak voor de vervelling vaak terug onder een steen of in een holletje.
Krabben die net uit het ei komen, hebben een bizar uiterlijk doordat het lichaam grote stekels draagt. De watervlo-achtige larven kunnen wel acht keer vervellen tot ze het volgende stadium bereiken en moeten dan nog verscheidene vervellingen doorlopen voordat ze op een kleine krab lijken. De jonge krab vervelt ook nog vele malen voordat de krab volwassen is. Eenmaal volwassen blijft de krab zijn hele leven vervellen, maar omdat het lichaam zeer langzaam groeit, volgen de vervellingen elkaar steeds minder vaak op. Van de blauwe zwemkrab is bekend dat de dieren zo'n 20 keer vervellen, de larvale vervellingen niet meegerekend. De tijd tussen twee vervellingen loopt op van 10 tot 15 dagen bij jonge exemplaren tot 30 tot 50 dagen bij oudere dieren.
De vervelling van de krab wordt geregeld door hormonen en speelt een rol bij de voortplanting. De vrouwtjes kunnen alleen met een mannetje paren nadat ze net zijn verveld, de mannetjes kunnen vrouwtjes die aan vervelling toe zijn onderscheiden van vrouwtjes die al verveld zijn en blijven bij een dergelijk vrouwtje tot ze een nieuw pantser heeft waarna de paring plaatsvindt.
Bij de vervelling wordt het gehele pantser afgeworpen zodat eventuele scheuren en krassen die ontstaan zijn door predatie verdwijnen. Zelfs grotere beschadigingen als penetratie van het schild kunnen worden hersteld, aangezien krabben een verregaande vorm van regeneratie kennen. Krabben vertonen autotomie of zelfamputatie, dit is het vermogen om een poot af te werpen om zo aan een belager te ontsnappen. Autotomie komt ook voor bij andere dieren zoals hagedissen en insecten. Hagedissen kunnen hun staart afwerpen (caudale autotomie), maar deze groeit nooit meer aan zoals de originele staart. Bij volwassen insecten groeit een afgeworpen poot ook niet meer aan omdat ze niet meer vervellen. Krabben echter hebben het vermogen om verloren lichaamsdelen volledig aan te laten groeien. Uit onderzoek blijkt dat als meerdere poten verloren gaan en moeten worden vervangen, dit wel ten koste gaat van de algehele lichaamsgroei die hierdoor op een lager pitje komt te staan.
De eigenlijke vervelling begint met het afscheiden van hormonen, deze zetten het loslaten van de hypodermis in gang. De hypodermis is een laag die het harde pantser van het eigenlijke lichaam scheidt. De cellen in de hypodermis maken enzymen aan die het oude pantser afbreken. Het oude pantser wordt zo deels gerecycled maar het pantser wordt hierdoor dunner. Onder het oude schild wordt het nieuwe pantser opgebouwd, ook worden organische zouten die het schild zijn hardheid geven onttrokken en in het lichaam opgeslagen. Zodra dit proces is voltrokken, stopt de krab met eten en vindt de vervelling plaats. Het pantser van de krab heeft een aantal voorgevormde breuklijnen die openscheuren na de opname van water, zodat het lichaam opzwelt. Vervolgens werkt de krab zich achterwaarts uit het oude pantser. Het nieuwe pantser wordt opgerekt door water op te zuigen en van landbewonende soorten is bekend dat hiervoor ook darmgassen worden gebruikt bij een gebrek aan water. De in het lichaam opgeslagen zouten worden in het nieuwe schild gebracht.
Na de vervelling is het lichaam kleiner dan het schild. Het weefsel van de krab bevat veel vocht dat na verloop van tijd vervangen wordt door uit het voedsel verkregen voedingsstoffen. Als het vocht volledig is vervangen, kan de krab niet meer groeien en begint de vervellingscyclus opnieuw.

## Communicatie

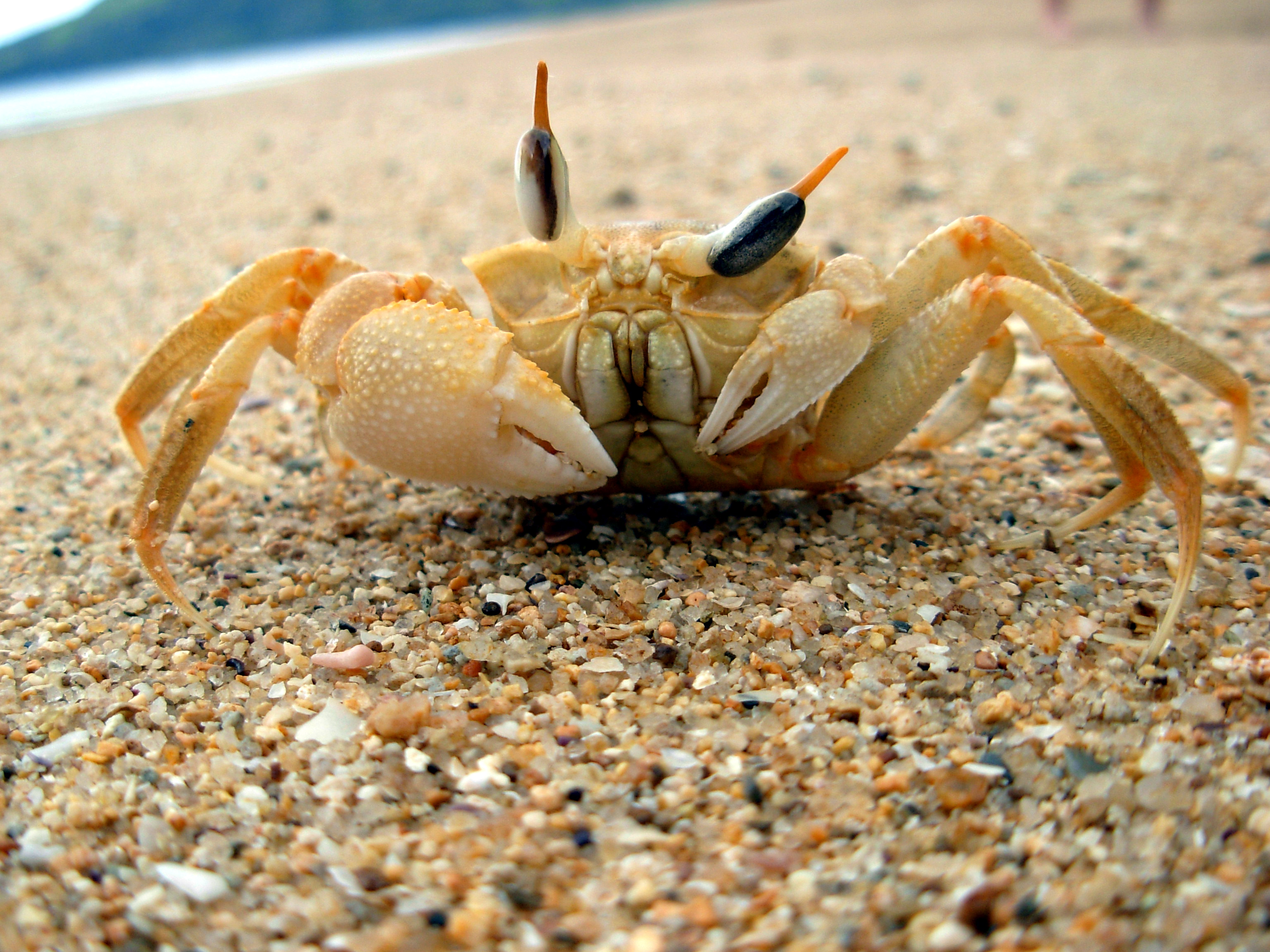
Sommige krabben hebben opvallend gekleurde 'hoorntjes' op de oogstelen, hier de soort Ocypode ceratophthalmus.

Sommige krabben kennen een primitieve vorm van communicatie die bestaat uit het volgens een bepaald patroon zwaaien met de scharen. Dit wordt gebruikt om een concurrent te verjagen of om een vrouwtje te verleiden. Met name de wenkkrabben staan hierom bekend, maar ook andere soorten maken gebruik van visuele signalen. Bij de wenkkrabben is de rechterschaar van het mannetje sterk vergroot en wordt gebruikt om vrouwtjes te lokken. Hiertoe worden met de schaar schokkende tot draaiende bewegingen gemaakt die per soort verschillen. Een aantal wenkkrabben heeft kleine hoorntjes aan de bovenzijde van de oogstelen boven de ogen, deze dienen waarschijnlijk als een soort 'vlag' en spelen een rol in de communicatie. Mannetjes van de soort Uca stylifera hebben een extreem lang uitsteeksel boven het rechteroog, dat zo lang is dat het ze belemmert het hol in te kruipen.
Een bijzonderheid is het feit dat sommige soorten geluiden kunnen produceren die op tjilpen lijken. Ook zijn er soorten die trillingen in de bodem veroorzaken door met de scharen op de ondergrond te trommelen. Het zijn altijd de mannetjes die dit doen om een vrouwtje te lokken. Het is niet uniek voor ongewervelden, het trommelen met de poten is ook waargenomen bij spinnen en insecten als bidsprinkhanen.
Van wenkkrabben is bekend dat ze soms samenwerken met concurrenten om soortgenoten te verjagen. Volgens onderzoek blijkt dat als een grotere soortgenoot het territorium van een krab betreedt, deze niet alleen bestreden wordt door de bewoner maar ook door kleinere soortgenoten die in naastgelegen territoria wonen.

## Ecologie
| Afbeeldingen: Voedsel Strandkrab kraakt een tweekleppige . Erwtenkrabbetjes leven commensaal in schelpdieren. Carpilius convexus eet een zee-egel . Een krab eet een zachte prooi. |

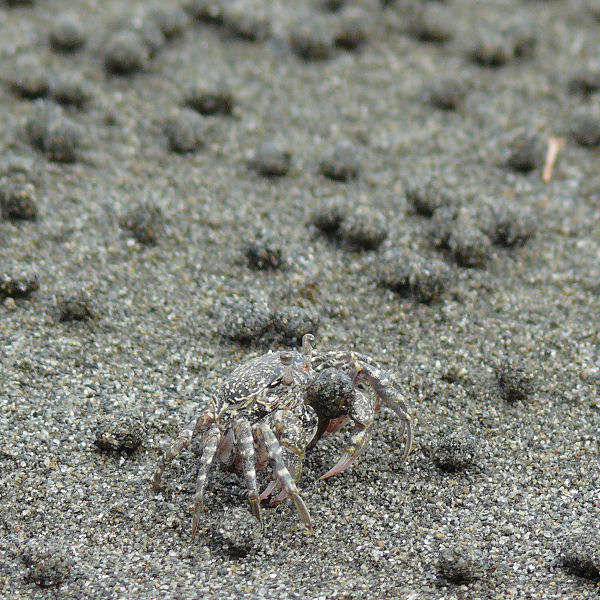
Scopimera globosa is een van de 'zand'-etende krabben.

Krabben zijn ecologisch gezien een invloedrijke groep omdat ze een grote verspreiding hebben en vaak talrijk zijn. Grotere krabben zijn een belangrijke bron van voedsel voor veel dieren. Voor iedere krab die de volwassenheid bereikt staan er vele soortgenoten die als larve of kleine krab worden opgegeten door andere dieren. Vooral veel larven worden gegeten door planktoneters.

### Voedsel
De larven van krabben zijn microscopisch klein en leven van kleine voedseldeeltjes die in het water zweven. De volwassen krabben hebben zeer uiteenlopende voedselgewoonten. De meeste krabben zijn omnivoor en eten alles wat ze tegenkomen en hebben een gevarieerd menu van aas, planten, kleine kreeftjes, slangsterren en wormen zoals borstelwormen. Sommige soorten zijn herbivoor en eten uitsluitend planten, andere soorten filteren plankton uit het zeewater. Krabben die enkel vlees eten zijn een uitzondering, veel krabben schuwen kannibalisme niet. Grotere krabben kunnen met hun scharen de huisjes van schelpdieren kraken, zoals slakken en tweekleppigen. De vloeibare inhoud wordt vervolgens gegeten.
Soorten die op het strand leven, voeden zich soms met kleine voedseldeeltjes die zich tussen de zandkorrels bevinden. Ze nemen het zand op en selecteren met de monddelen het voedsel en geven het zand weer af in de vorm van kleine balletjes. Bij het sorteren wordt gebruikgemaakt van het water dat ook voor de ademhaling wordt gebruikt. Na verloop van tijd ligt het strand vol balletjes tot de vloed deze wegspoelt en nieuwe voedseldeeltjes aanvoert, waarna de cyclus opnieuw begint.
Sommige krabben leven commensaal bij andere dieren, zoals de erwtenkrabbetjes (Pinnotheridae). De mannetjes van deze kleine krabbetjes leven op de bodem maar de vrouwtjes leven in mosselen en andere schelpdieren. Erwtenkrabbetjes worden weleens aangetroffen tijdens het eten van zeevruchten.
Een etende krab houdt met de ene schaar het voedsel vast en neemt hiervan met de andere schaar kleine stukjes af waarna deze naar de monddelen worden gebracht. Deze antropomorfe manier van eten is door biologen wel als aandoenlijk beschreven.

### Vijanden
| Afbeeldingen: Camouflage Een zeer goed gecamoufleerde Hoplophrys oatesi Maja crispata met anemonen. Hyastenus bispinosus op een waterpoliep. Een met algen gecamoufleerde krab. |

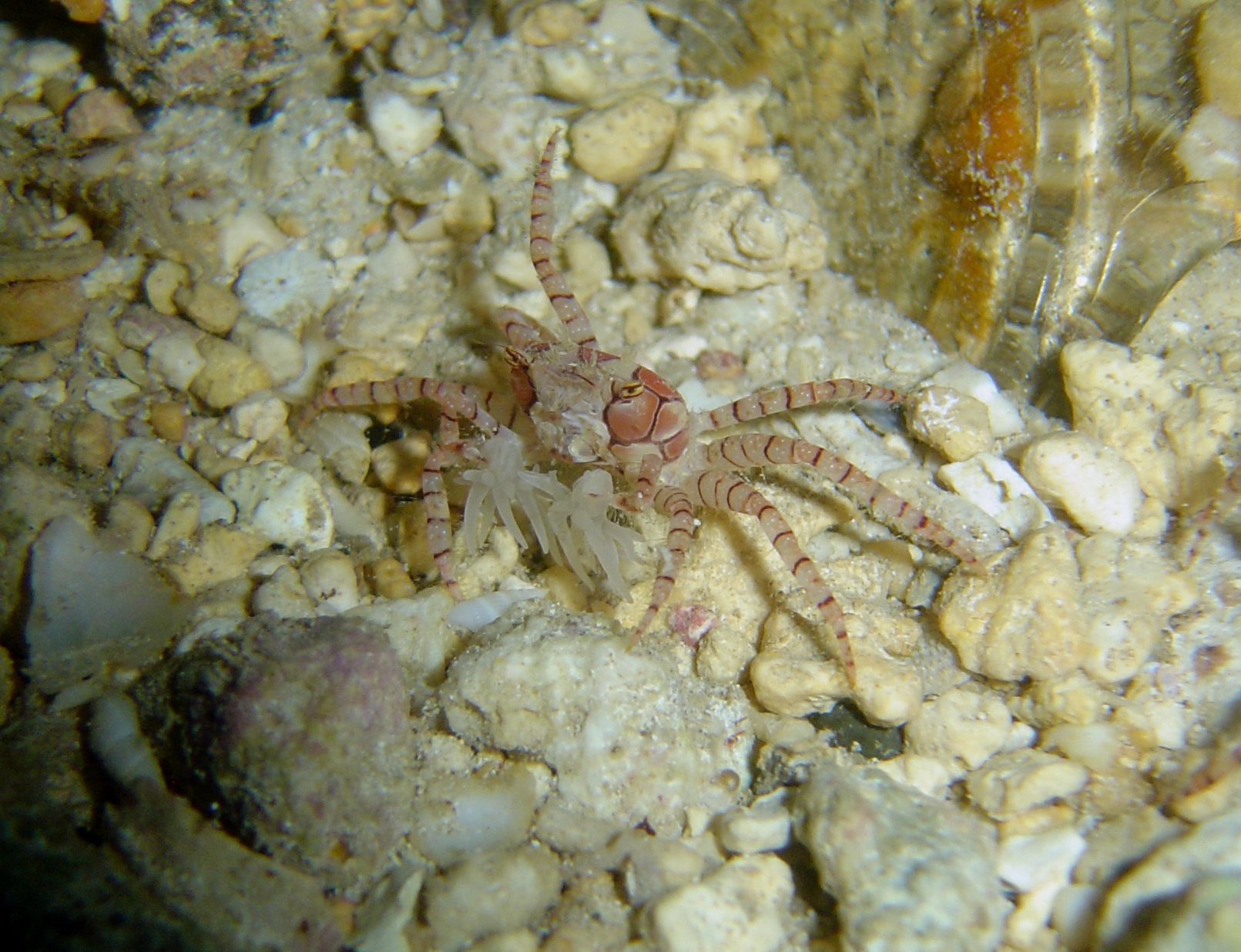
Lybia-soorten gebruiken anemonen als bokshandschoenen.

Krabben hebben veel vijanden, voornamelijk vissen als kabeljauw en paling en daarnaast vele andere zeedieren. Ook vogels proberen krabben op te duiken, een voorbeeld van een typische krabetende vogel is de krabplevier (Dromas ardeola). Ook andere vogels hebben krabben op het menu staan, zoals meeuwen en eidereenden.
De karetschildpad (Eretmochelys imbricata) is een voorbeeld van een zeeschildpad die wel krabben eet en ook rivierschildpadden eten krabben zoals de bedreigde Yangtze-weekschildpad (Rafetus swinhoei). Daarnaast hebben sommige krokodilachtigen krabben op het menu staan, zoals de spitssnuitkrokodil (Crocodylus acutus).
Ook een aantal zoogdieren heeft krabben voor een niet onbelangrijk deel op het menu staan, zoals de wasberen. De krabbenetende wasbeer (Procyon cancrivorus) heeft zelfs zijn naam te danken aan de krabben op het menu, cancri-vorus betekent krab-etend, hoewel ook andere dieren worden gegeten. De krabbeneter (Lobodon carcinophagus) is een zeehond die een wat misleidende naam heeft, op het menu staan geen krabben maar krill, kleine kreeftachtige diertjes. Andere rovende zoogdieren die van krabben leven zijn verschillende soorten otters (Lutrinae) en mangoesten, zoals de krabbenetende mangoeste (Herpestes urva).

### Verdediging
De belangrijkste vorm van verdediging van krabben bestaat uit hun van nature vaak goede camouflagekleuren. Veel soorten camoufleren zich aanvullend door wieren, zeepokken of zelfs complete zeeanemonen op de rug te zetten. Een anemoon heeft daar overigens voordeel bij, omdat deze nu 'mobiel' is, en dus meer voedsel kan opnemen door de loopbewegingen van de krab en bovendien beter beschermd is omdat een krab snel kan vluchten voor een vijand, en predatoren die op krabben jagen meestal geen anemonen lusten. Een zeer gespecialiseerde vorm van verdediging komt voor bij de soorten uit het geslacht Lybia. Deze krabben gebruiken van stekende netelcellen voorziene anemonen letterlijk als 'bokshandschoenen' door ze met de scharen vast te grijpen en dreigend voor zich uit te houden. Een vijand kijkt wel uit door de anemoon gestoken te worden en laat de krab hierdoor met rust.
Als een krab toch wordt opgemerkt, zal deze altijd proberen te vluchten. Zelfs de grotere soorten zoals de noordzeekrab, die een spanwijdte van de scharen heeft van 70 centimeter, zullen eerder proberen weg te vluchten dan de aanval in te zetten. Alleen als een krab in het nauw wordt gedreven, bijvoorbeeld als het dier wordt opgepakt, worden de krachtige scharen gebruikt. Bij veel soorten zijn deze krachtig genoeg om een kneep te geven die men nog lang zal heugen. Krabben zijn bij een confrontatie echter nooit gevaarlijk, ze kunnen geen zware verwondingen toebrengen en geen giftige stoffen toedienen zoals een aantal andere geleedpotigen.

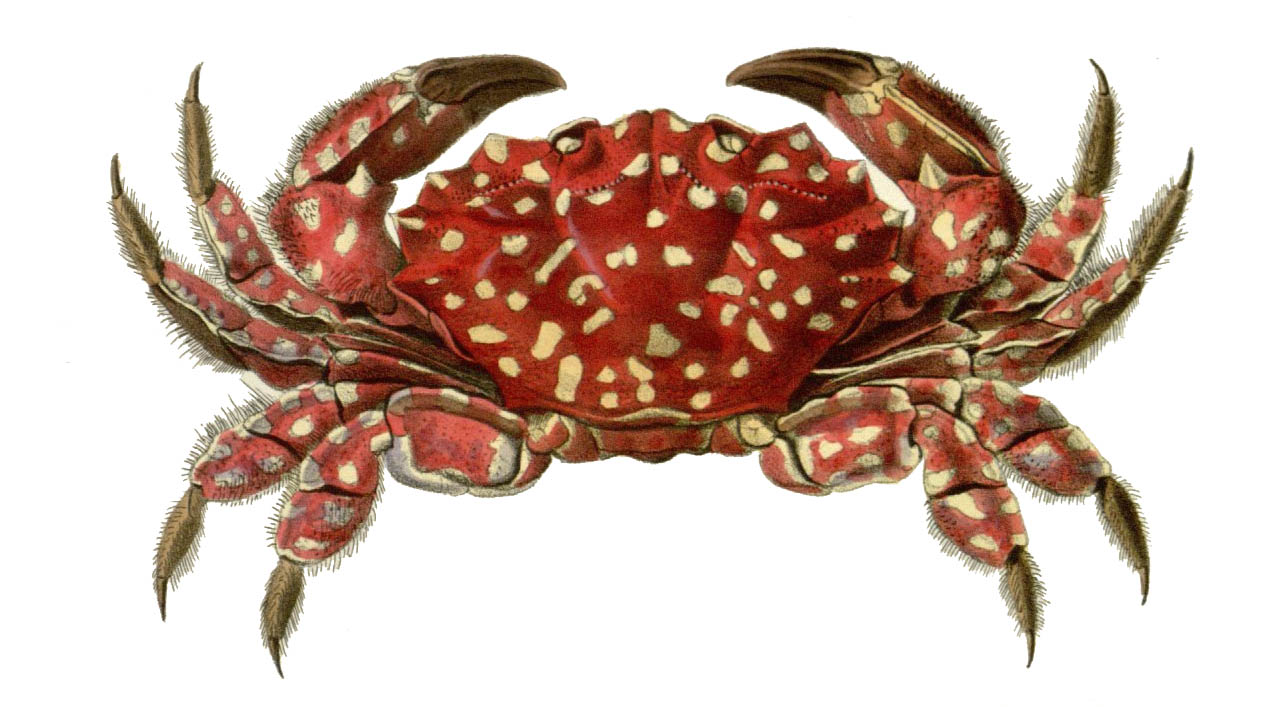
Een mozaïekkrab uit het geslacht Lophozozymus.

Ondanks het feit dat krabben als voedsel worden gezien, zijn er ook soorten die bijzonder giftig zijn. Van een aantal soorten zijn gedocumenteerde gevallen bekend van consumptie door de mens met fatale afloop. Er zijn twee soorten giftige krabben; een aantal soorten is licht giftig en andere soorten kunnen giftig zijn maar zijn dit doorgaans niet. De potentiële giftigheid is afhankelijk van het seizoen en de geografische locatie waar de krab zich bevindt. Dit doet vermoeden dat de gifstoffen uit het voedsel worden gehaald; de bron van het gif is dan niet overal beschikbaar en waar dat wel het geval is blijft het aanbod beperkt tot bepaalde jaargetijden.
De andere groep van giftige krabben is altijd zeer giftig, er zijn verschillende toxische verbindingen bekend zoals palytoxinen, saxitoxinen,
en tetrotoxinen. Het gif wordt verkregen door het eten van giftige algen, het is geconcentreerd in de lever en de geslachtsorganen maar komt door het gehele lichaam voor, zowel in weefsels als in het exoskelet. Het koken van dergelijke krabben voor consumptie heeft overigens geen zin omdat het gif niet door verhitting wordt afgebroken. Het betreft voornamelijk soorten uit de familie Xanthidae, hoewel de meeste soorten van deze grote groep niet giftig zijn. Zeer giftige soorten zijn de mozaïekkrabben uit het geslacht Lophozozymus en ook Demania-soorten zijn berucht met beschreven fatale menselijke gevallen. Ook vertegenwoordigers van de geslachten Zosimus en Platypodia zijn erg giftig. Bij veel van deze giftige soorten is het dragen van toxische verbindingen een onderdeel van de verdediging, aangezien veel soorten felle kleuren hebben als waarschuwing.

## De krab in de cultuur

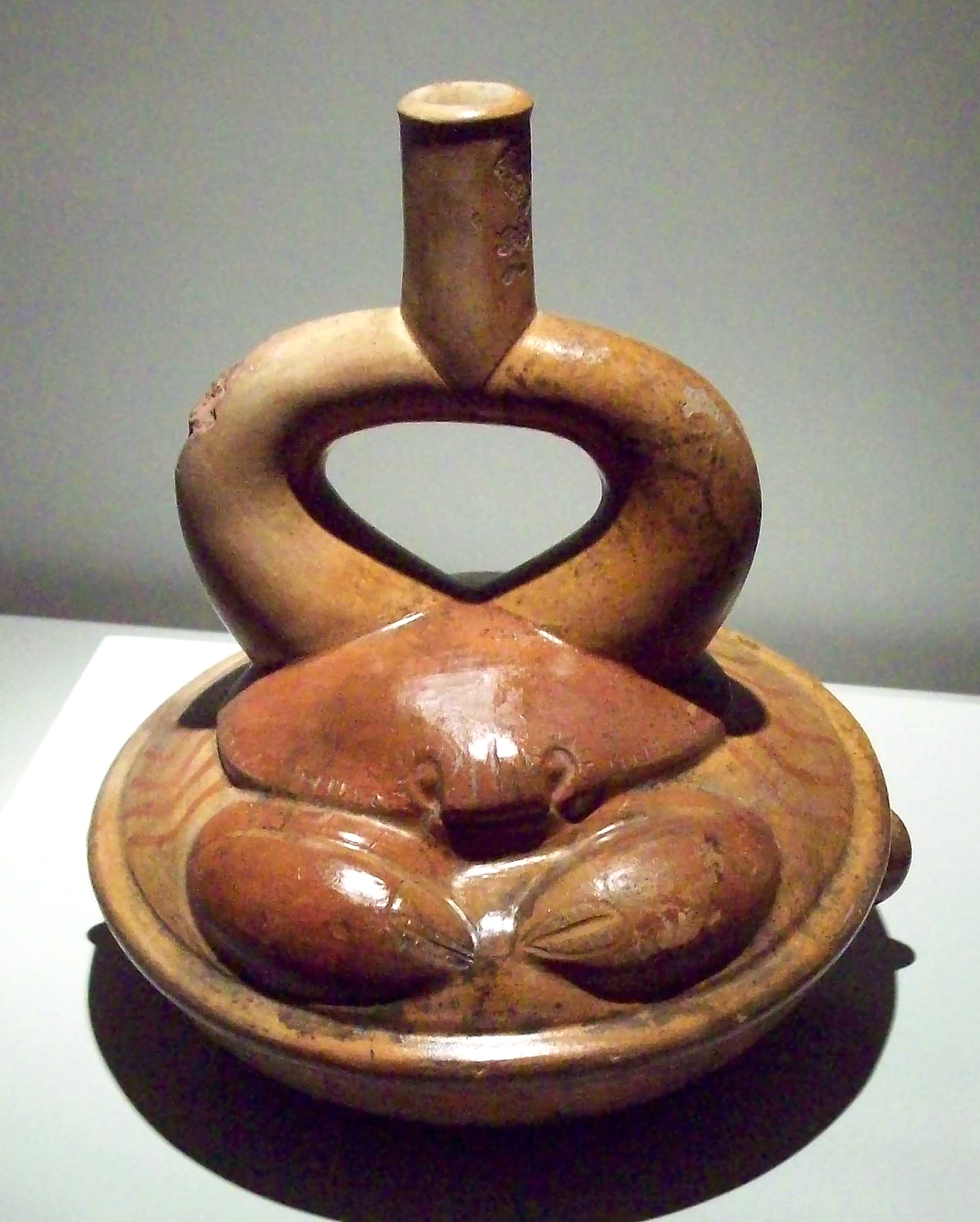
Keramische vijzel uit de Mochecultuur.

Krabben spelen in vergelijking met andere geleedpotige dieren een niet geringe rol in het dagelijks leven van de mens. Bij het grote publiek zijn krabben bekend als voedsel en veel mensen hebben weleens een krab gezien bij een bezoek aan het strand.
Afbeeldingen van krabben zijn al bekend uit de Mochecultuur. Dit is een beschaving die bestond van ongeveer 0 tot 750 na Christus, en leefde in het huidige Peru vereerden de zee en beeldden verschillende dieren af waaronder de krab.
In de Griekse mythologie komt de held Herakles tegenover de veelkoppige Hydra te staan. Om het hem moeilijker te maken wordt ook een reusachtige krab op hem afgestuurd die hem in zijn been bijt. De krab wordt echter gedood en stijgt op naar de hemel waardoor het sterrenbeeld Kreeft zou zijn ontstaan (in andere talen wordt de naam 'krab' gebruikt).
In de moderne cultuur zijn krabben vooral bekend bij het grote publiek van een bezoek aan het strand. Ook als voedsel worden krabben gewaardeerd al is het in westerse landen een relatief dure zeevrucht die net als kreeft beschouwd wordt als een delicatesse.
De krab staat symbool voor de ziekte kanker wat te danken is aan het patroon van de groei van kwaadaardige cellen. Onder andere de stichting KWF Kankerbestrijding gebruikt een symbool van een door een sabel doorregen krab als logo. In de oudheid was nog niets bekend over ziektes; oorspronkelijk werd kanker door Hippocrates en Galenus karkínōma genoemd, Grieks voor krab. Hippocrates vond de tumoren met hun vele bloedvaten die alle kanten op groeien, namelijk lijken op de ledematen van een krab. Later is de naam gelatiniseerd in cancer, het Latijnse woord voor krab. Vanaf de jaren 70, toen de medische wereld de ziekte kanker als zodanig ging erkennen, gingen in astrologische kringen zelfs geluiden op om de wetenschappelijke naam voor het sterrenbeeld Kreeft (Cancer) te veranderen vanwege de negatieve associatie met de ziekte. In de Duitse taal wordt voor kanker de term Krebs gebruikt, dat kreeft betekent.
Een aantal soorten krabben wordt in gevangenschap gehouden als huisdier, zoals een aantal zoetwatersoorten die als opruimers van afval en dode dieren kunnen worden ingezet in aquaria. Een bekende soort is Sesarma bidens, die opvalt door de helderrode scharen. Vooral enkele bont gekleurde landbewoners zijn populair, dit zijn meestal mangrovebosbewoners die semiterrestrisch zijn. Deze soorten hebben daardoor een paludarium nodig; een terrarium met een watergedeelte. Enkele soorten zijn sterker op het land aangepast en hebben slechts een vochtige omgeving nodig.

### Gastronomie
Krabben die in zee leven worden gevangen in fuiken op de zeebodem, ook wel korven genoemd. Ook krabben die als bijvangst in de netten terechtkomen worden verkocht. De Chinese wolhandkrab werd vroeger door fuikvissers als plaag gezien doordat ze de fuiken vernielden om bij het aas te komen. Omdat de krab populair is in de Chinese keuken is de soort tegenwoordig een belangrijke bijvangst van palingvissers en wordt net als de vis verkocht.
Krabben worden in veel landen als een delicatesse gezien, en een aantal soorten zijn van groot commercieel belang in de zeevisserij. In westelijk Europa zoals België en Nederland is vooral de noordzeekrab (Cancer pagurus) een gewilde soort. Ook de Chinese wolhandkrab (Eriocheir sinensis) heeft volgens kenners smakelijk vlees. Deze soort komt oorspronkelijk uit Azië maar heeft zich al bijna een eeuw in Europa gevestigd. De blauwe zwemkrab (Callinectes sapidus), een Amerikaanse zeebewonende soort, komt tegenwoordig in Nederland voor en wordt beschouwd als delicatesse.

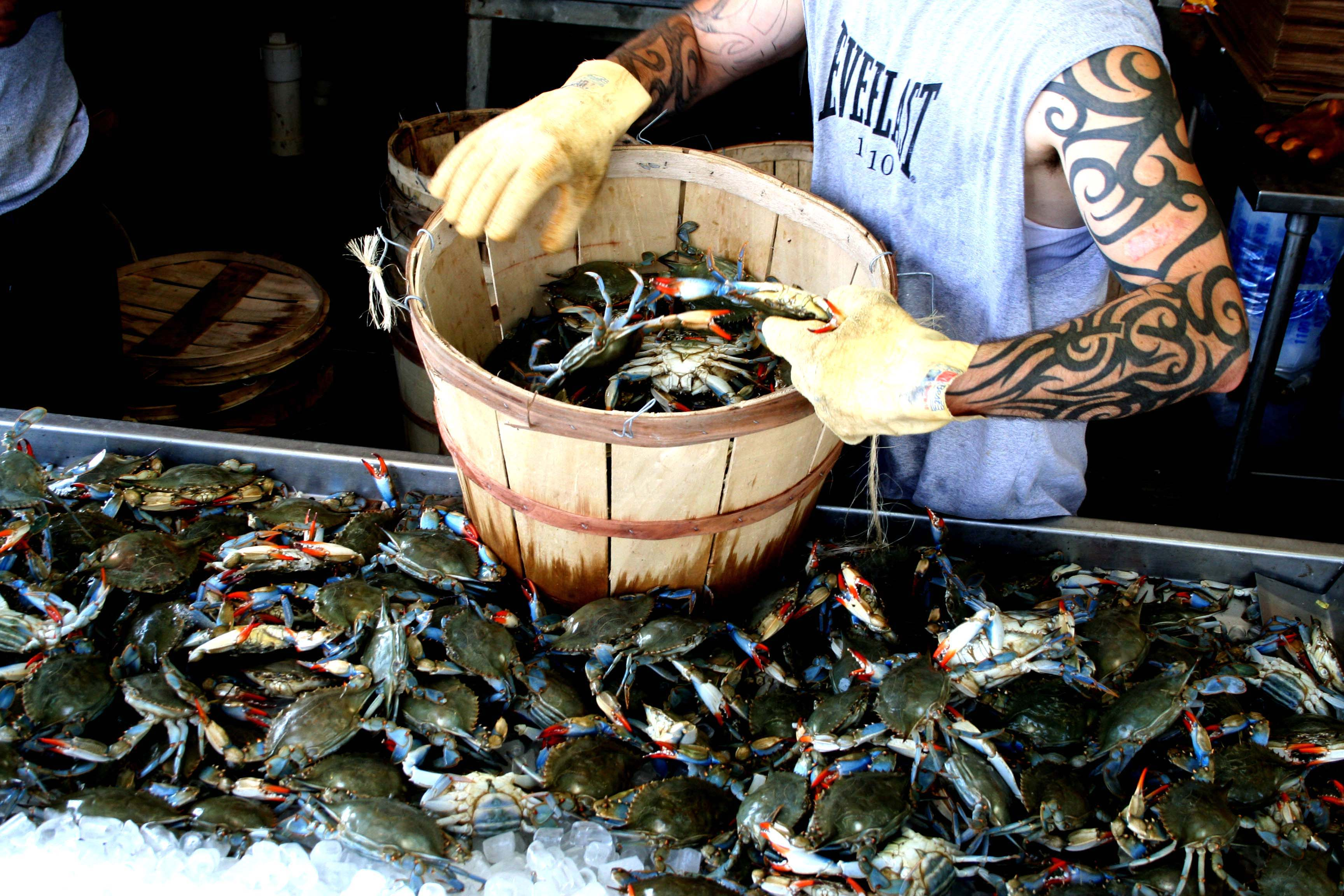
Krabben kunnen levend worden verhandeld, hier de blauwe zwemkrab.

Omdat krabben op het land enige tijd kunnen overleven kunnen ze levend worden verkocht wat de versheid bevordert. Andere kreeftachtigen die als voedsel worden gevangen, zoals garnalen, moeten al op zee worden gekookt en ingevroren omdat ze anders snel bederven. De scharen van de krab worden met elastiekjes gebonden zodat ze elkaar niet kunnen beschadigen. De educatieve zender Discovery Channel produceerde een documentaire met de titel Deadliest Catch, waarin de barre omstandigheden van het vangen van krabben op volle zee wordt getoond. Hierin wordt gevist op krabben uit het geslacht Chionoecetes, vooral de soort Chionoecetes opilio  maar ook wel Chionoecetes bairdi.
Een krab is net als alle schaaldieren hard van buiten, maar zo goed als vloeibaar van binnen. Net als een kippenei stollen de eiwitten van de krab waardoor ze een vaste vorm aannemen. Gekookt krabbenvlees is wit van kleur, het vlees wat aan de buitenzijde van het pantser zit is vaak roodachtig. Het meeste vlees wordt verkregen uit het kopborststuk, dat bijna de gehele krab omvat. Grotere soorten krabben hebben daarnaast ook in de scharen een aanzienlijke hoeveelheid vlees, zodat krabbenscharen ook los worden verkocht. Bij kleinere krabben wordt het vlees vaak niet uit de krab verwijderd maar wordt het dier in zijn geheel opgediend, dus met poten en al.
Naast het vlees wordt tevens de kuit (eitjes) als voedsel gezien, en bijvoorbeeld verwerkt als decoratie op sushi.
In de handel zijn ook 'crab sticks' verkrijgbaar die een witte kleur hebben en een roodoranje kleur aan één zijde zodat het op krabbenvlees lijkt. Hoewel er vaak echt krabbenvlees in wordt verwerkt bestaat de stick voornamelijk uit surimi en wordt als imitatiekrab beschouwd. Surimi bestaat grotendeels uit gemalen witvis van verschillende soorten vissen waarvan het aanbod groot is maar de smaak minimaal. De krabsmaak wordt verkregen door toevoeging van aroma's en de rode kleur aan één zijde ontstaat door toevoeging van kleurstoffen. De krabburger is een fictief etenswaar in de animatieserie SpongeBob SquarePants.
Sommige krabben zijn giftig en kunnen dodelijk zijn bij consumptie, zie ook onder verdediging.

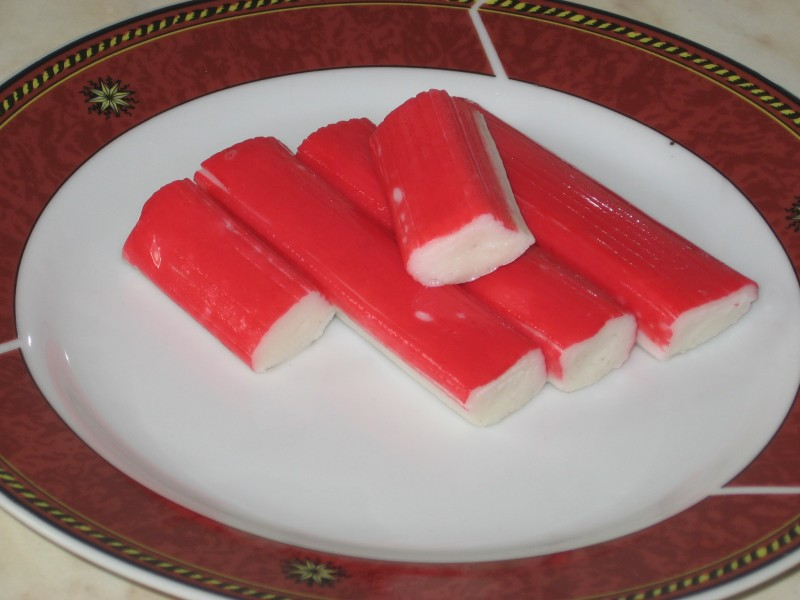
'Crab sticks'.
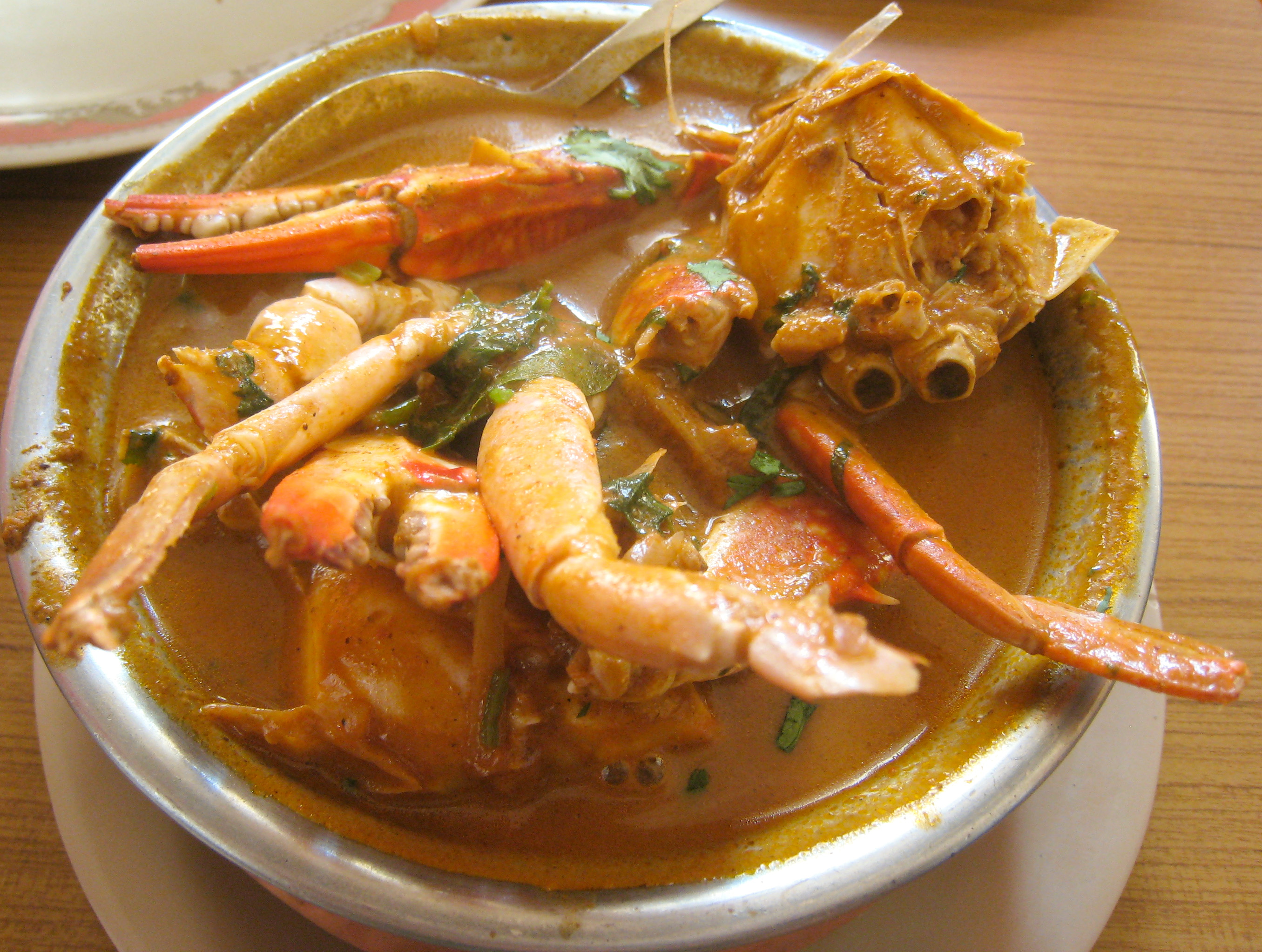
Masala van krab, Karnataka, India.
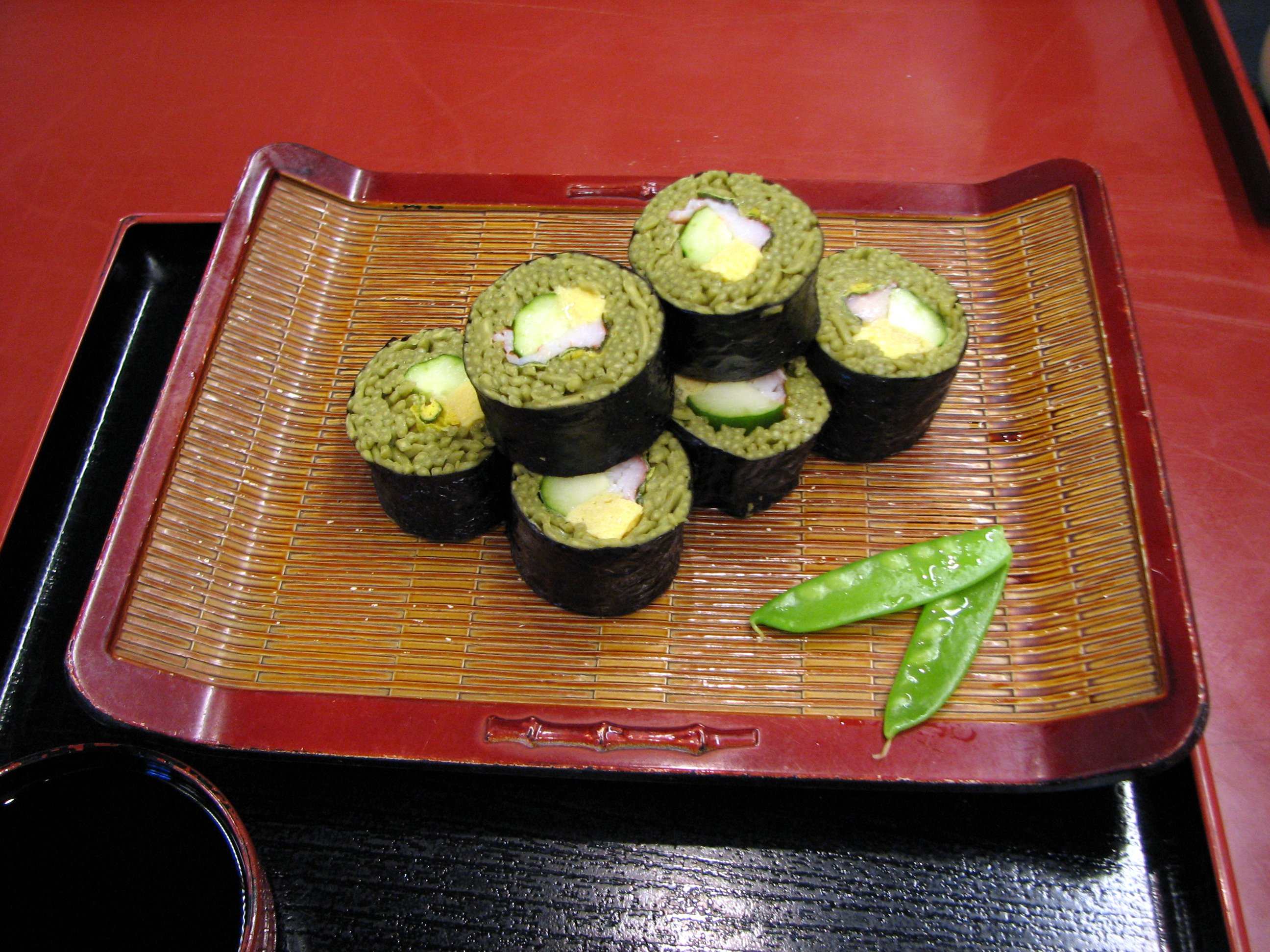
Sushi, Japan.
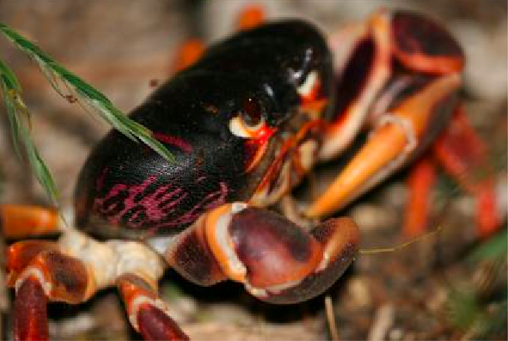
De felgekleurde Gecarcinus ruricola is eetbaar.
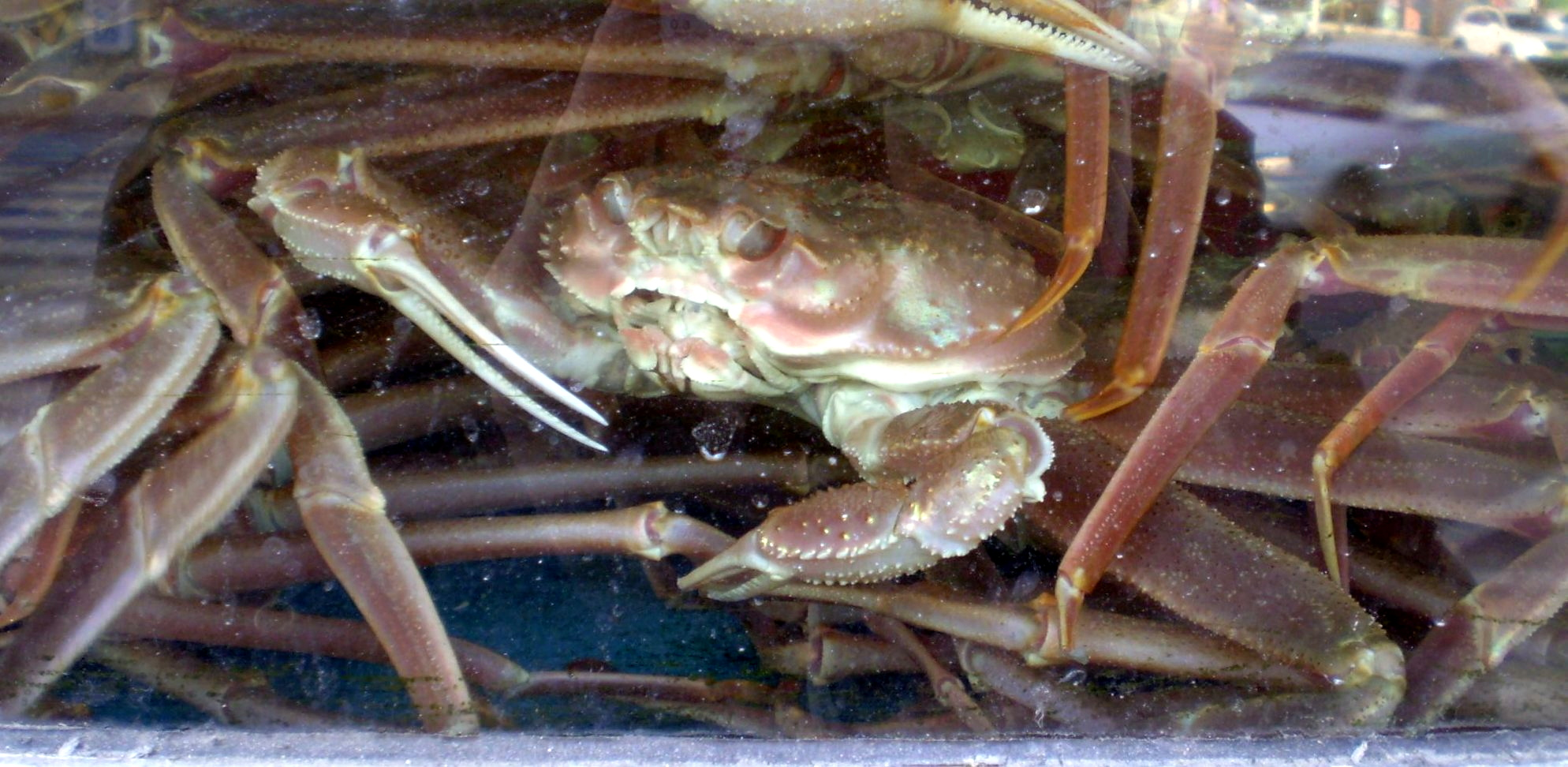
Chionoecetes opilio is economisch een belangrijke soort.
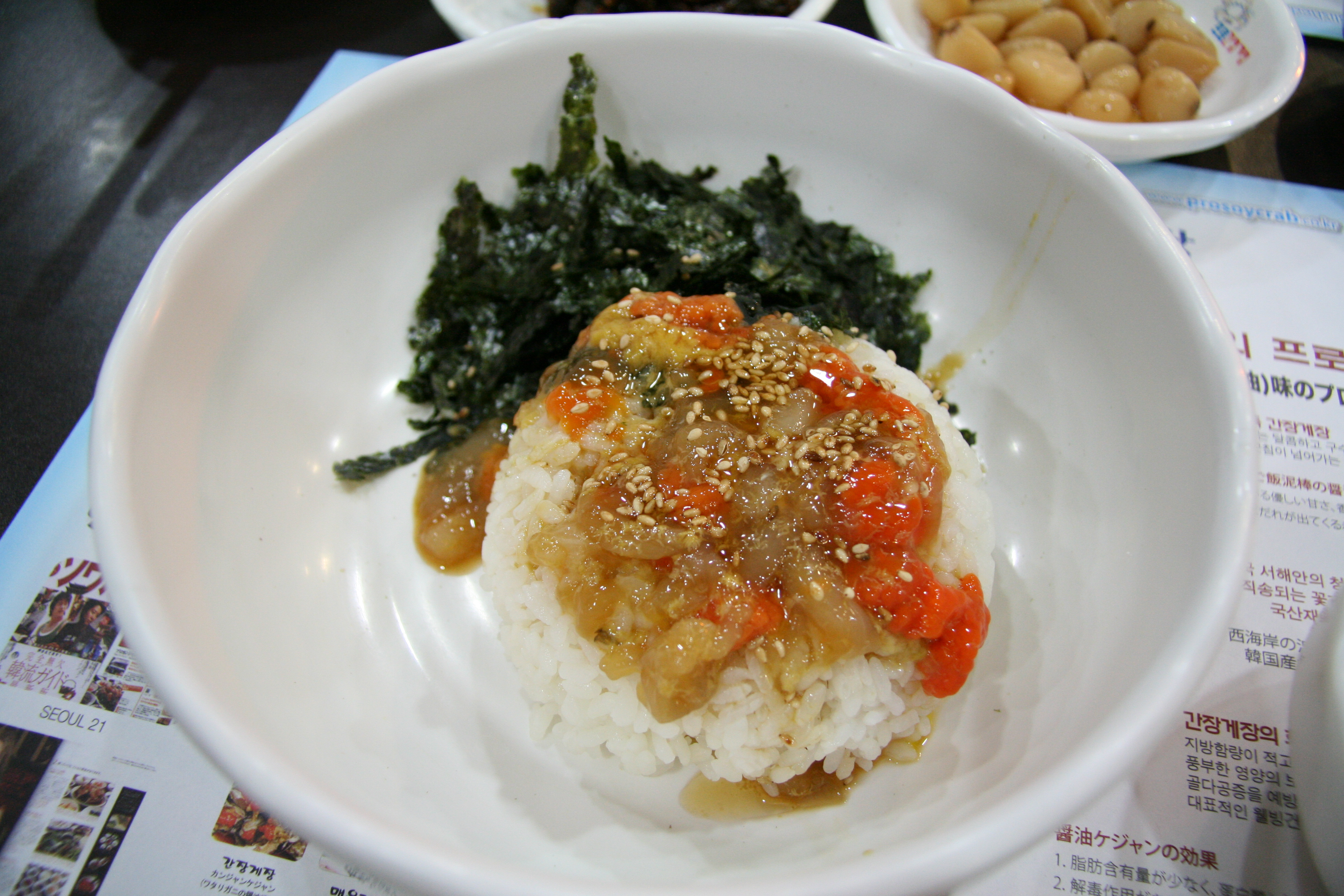
Koreaans gerecht waarin krabbeneitjes zijn verwerkt.

#### Pijn
Bij bereiding van krab (of kreeft) wordt er dikwijls van uitgegaan dat ze geen pijn kunnen voelen. Nu blijkt dat deze veronderstelling zeer waarschijnlijk fout is. Experimenten met strandkrabben suggereerden dat deze dieren gedrag vertoonden dat typisch is voor het voelen van pijn.

## Evolutie en taxonomie

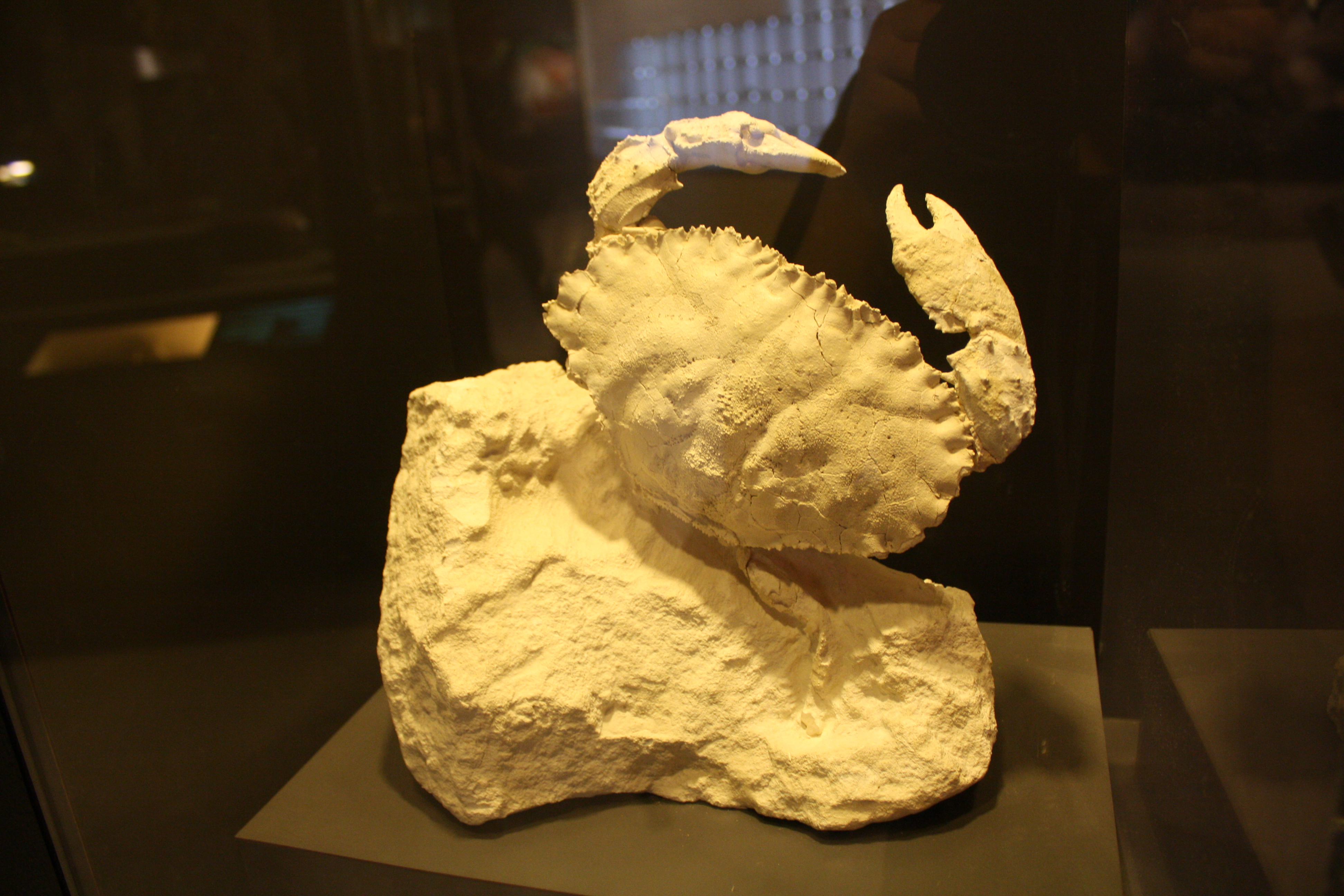
De fossiele soort Cancer sismondae.

Krabben behoren tot de schaaldieren of kreeftachtigen (Crustacea). Deze groep van geleedpotige dieren kennen een zeer grote vormenrijkdom. Vrijwel alle kreeftachtigen leven in de zee, ze worden wel als de 'insecten van de zee' gezien omdat insecten het land hebben veroverd en zelden in water leven waar de kreeftachtigen domineren in zee. De grootste groep van kreeftachtigen is de orde van tienpotigen (Decopoda, klasse Malacostraca), waartoe naast de krabben ook de kreeften en garnalen behoren. De krabben zijn echter de grootste groep en van alle kreeftachtigen worden ze als de hoogst ontwikkelde groep gezien.
De eerste kreeftachtigen die echt tot de krabben worden gerekend zijn bekend vanaf het Jura, een van de vroegst bekende soorten is Eoprosopon klugi. Deze soort stamt uit het Pliensbachien, een tijdvak dat liep van ongeveer 183 tot 190 miljoen jaar geleden.
Omdat krabben een hard pantser hebben, fossiliseren ze relatief makkelijk in vergelijking met andere dieren waardoor er veel materiaal bekend is.
Krabben hebben zich duidelijk van de andere kreeftachtigen afgesplitst wat af te lezen is aan hun karakteristieke bouw. Naast deze primaire verschillen hebben veel krabben zich ook secundair gespecialiseerd waardoor de krabben een breed scala aan verschillende aanpassingen vertonen, zoals de hooiwagenkrabben of de schaamkrabben. Wanneer de krabben zich precies afgesplitst hebben is echter niet duidelijk.
In het verleden zijn de kreeftachtigen op verschillende manieren ingedeeld waarbij vooral gekeken werd naar de lichaamsbouw. Pierre André Latreille verdeelde in 1806 de tienpotige kreeftachtigen in twee groepen; de Macrura of 'grootstaartigen' en de Brachyura of' kortstaartigen'. Henri Milne-Edwards wees in 1934 een derde groep aan; de Anomura. Door de decennia heen hebben vele veranderingen in de indeling van de tienpotigen plaatsgevonden, zo wordt Macrura als groep niet meer erkend. Brachyua en Anomura worden nog wel als aparte groepen gezien naast andere tienpotigen als Caridea (de garnalen) en Astacidea (zee- en rivierkreeften). Al deze groepen hebben tegenwoordig de status van infraorde.
Er zijn tegenwoordig ongeveer 8600 soorten krabben beschreven, die ook weer verdeeld zijn in verschillende groepen. Deze groepen worden respectievelijk families, superfamilies en secties genoemd, waarbij de secties de hoogste rang hebben en behoorlijk verschillen wat soortenaantal betreft. De sectie Eubrachyura bevat het grootste aantal soorten, de andere krabben zijn verdeeld over de vier andere secties. De indeling van de krabben is net als die van andere dieren nog steeds aan verandering onderhevig. Dit wordt veroorzaakt door een constante aanvoer van nieuwe inzichten zoals het vinden van fossiele resten die de gangbare theorieën overhoop gooien of het ontdekken van nieuwe soorten. Een voorbeeld is de soort Ebalia webberi, die pas in 2007 wetenschappelijk werd beschreven.

### Taxonomie
Onderstaande indeling in secties en superfamilies volgt De Grave et al., 2009.
- Sectie Dromiacea De Haan, 1833
  - Dakoticancroidea  † Rathbun, 1917
  - Dromioidea  De Haan, 1833
  - Eocarcinoidea  † Withers, 1932
  - Glaessneropsoidea  † Patrulius, 1959
  - Homolodromioidea Alcock, 1900
  - Homoloidea De Haan, 1839
- Sectie Raninoida De Haan, 1839
- Sectie Cyclodorippoida Ortmann, 1892
- Sectie Eubrachyura de Saint Laurent, 1980
  - Subsectie Heterotremata Guinot, 1977
  - Aethroidea Dana, 1851
  - Bellioidea Dana, 1852
  - Bythograeoidea Williams, 1980
  - Calappoidea De Haan, 1833
  - Cancroidea Latreille, 1802
  - Carpilioidea Ortmann, 1893
  - Cheiragonoidea Ortmann, 1893
  - Componocancroidea  †  Feldmann, Schweitzer & Green, 2008
  - Corystoidea  Samouelle, 1819
  - Dairoidea  Serène, 1965
  - Dorippoidea  Macleay, 1838
  - Eriphioidea  Macleay, 1838
  - Gecarcinucoidea  Rathbun, 1904
  - Goneplacoidea  Macleay, 1838
  - Hexapodoidea  Miers, 1886
  - Leucosioidea  Samouelle, 1819
  - Majoidea  Samouelle, 1819
  - Orithyioidea  Dana, 1852
  - Palicoidea  Bouvier, 1898
  - Parthenopoidea  Macleay,
  - Pilumnoidea  Samouelle, 1819
  - Portunoidea  Rafinesque, 1815
  - Potamoidea  Ortmann, 1896
  - Pseudothelphusoidea  Ortmann, 1893
  - Pseudozioidea  Alcock, 1898
  - Retroplumoidea  Gill, 1894
  - Trapezioidea  Miers, 1886
  - Trichodactyloidea  H. Milne Edwards, 1853
  - Xanthoidea  Macleay, 1838
  - Subsectie Thoracotremata Guinot, 1977
  - Cryptochiroidea  Paul’son, 1875
  - Grapsoidea  MacLeay, 1838
  - Ocypodoidea  Rafinesque, 1815
  - Pinnotheroidea  De Haan, 1833

### Taxonomie volgens WoRMS
- Sectie Eubrachyura
  - Ondersectie Heterotremata
    - Superfamilie Aethroidea Dana, 1851
    - Superfamilie Bythograeoidea Williams, 1980
    - Superfamilie Calappoidea De Haan, 1833
    - Superfamilie Cancroidea Latreille, 1802
    - Superfamilie Carpilioidea Ortmann, 1893
    - Superfamilie Cheiragonoidea Ortmann, 1893
    - Superfamilie Corystoidea Samouelle, 1819
    - Superfamilie Dairoidea Serène, 1965
    - Superfamilie Dorippoidea MacLeay, 1838
    - Superfamilie Eriphioidea MacLeay, 1838
    - Superfamilie Gecarcinucoidea Rathbun, 1904
    - Superfamilie Goneplacoidea MacLeay, 1838
    - Superfamilie Hexapodoidea Miers, 1886
    - Superfamilie Hymenosomatoidea MacLeay, 1838
    - Superfamilie Leucosioidea Samouelle, 1819
    - Superfamilie Majoidea Samouelle, 1819
    - Superfamilie Orithyioidea Dana, 1852
    - Superfamilie Palicoidea Bouvier, 1898
    - Superfamilie Parthenopoidea MacLeay, 1838
    - Superfamilie Pilumnoidea Samouelle, 1819
    - Superfamilie Portunoidea Rafinesque, 1815
    - Superfamilie Potamoidea Ortmann, 1896
    - Superfamilie Pseudothelphusoidea Ortmann, 1893
    - Superfamilie Pseudozioidea Alcock, 1898
    - Superfamilie Retroplumoidea Gill, 1894
    - Superfamilie Thioidea H. Milne Edwards, 1853
    - Superfamilie Trapezioidea Miers, 1886
    - Superfamilie Trichodactyloidea H. Milne Edwards, 1853
    - Superfamilie Trichopeltarioidea Tavares & Cleva, 2010
    - Superfamilie Xanthoidea MacLeay, 1838

  - Ondersectie Thoracotremata
    - Superfamilie Cryptochiroidea Paul'son, 1875
    - Superfamilie Grapsoidea MacLeay, 1838
    - Superfamilie Ocypodoidea Rafinesque, 1815
    - Superfamilie Pinnotheroidea De Haan, 1833
- Sectie Podotremata
  - Superfamilie Cyclodorippoidea Ortmann, 1892
  - Superfamilie Dromioidea De Haan, 1833
  - Superfamilie Homolodromioidea Alcock, 1899
  - Superfamilie Raninoidea De Haan, 1839